# バート・カムベルク

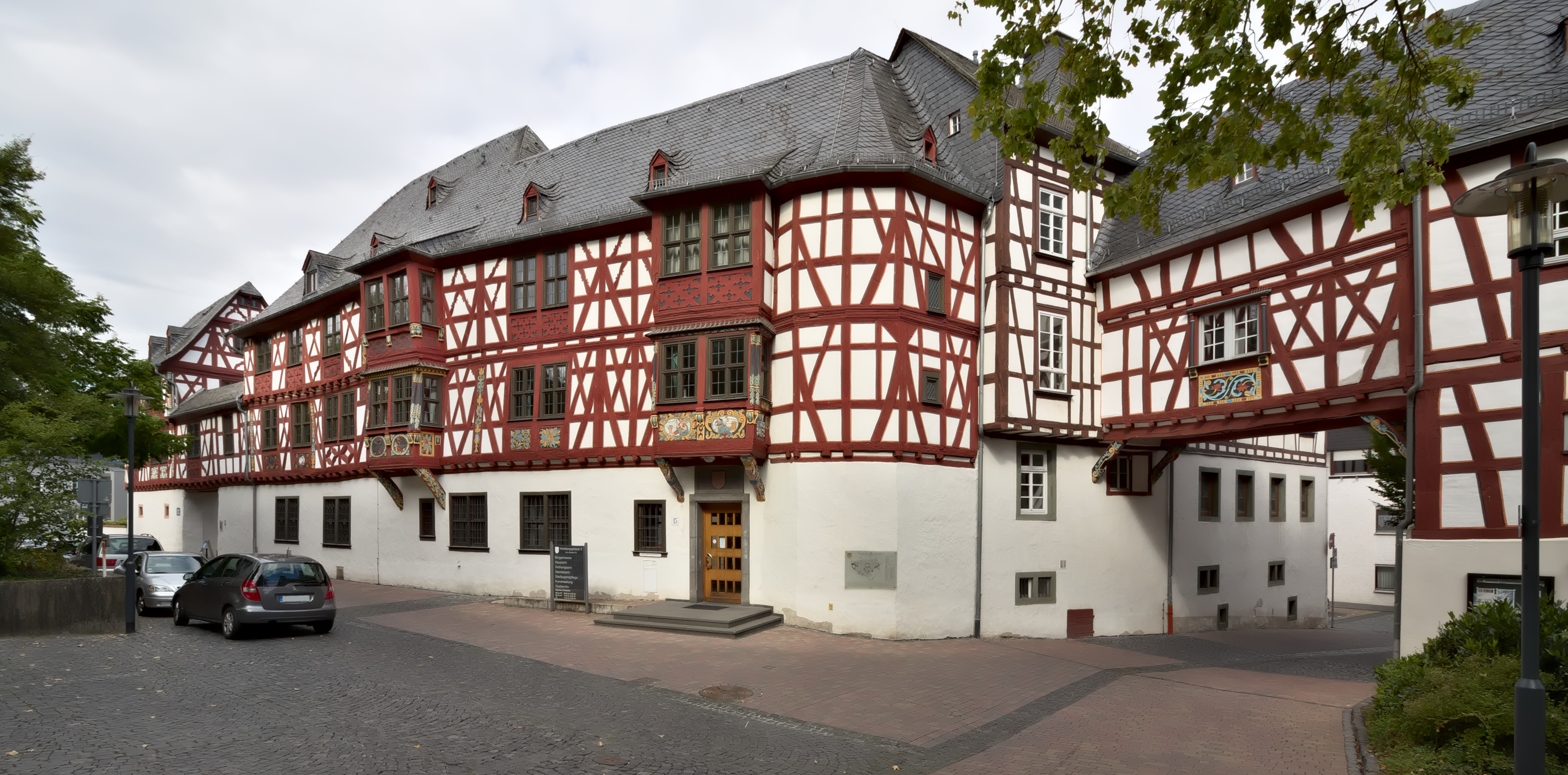
バート・カムベルクのアムトホーフ

バート・カムベルク (ドイツ語: Bad Camberg, ドイツ語発音: [baːt ˈkambɛrk]) または バート・カンベルク は、ドイツ連邦共和国ヘッセン州ギーセン行政管区のリムブルク＝ヴァイルブルク郡に属す市である。州都ヴィースバーデンの北約 30 km、郡庁所在地リムブルク・アン・デア・ラーンの南約 20 km のヒンタータウヌスに位置している。バート・カムベルクは良質なインフラストラクチャーを備えた、ゴルデナー・グルントの中心地であり、ライン＝マイン地方周縁部の、中級中心機能の一部を備えた下級中心都市である。州指定のクナイプ水浴地であるが、この種のものとしてはヘッセンで最も古く、ドイツでも3番目の古さである。この街の象徴的建造物は十字架礼拝堂である。

## 地理

### 位置
バート・カムベルクは、リムブルク＝ヴァイルブルク郡およびギーセン行政管区の最も南に位置する街であり、イトシュタインの窪地がリムブルク盆地につながることでヒンタータウヌスを東部と西部に分断している。町の中心部は南北方向に広がっている。バート・カムベルクは、リムブルク・アン・デア・ラーンの南 18 km（距離は道路の距離である）、ヴィースバーデンの北 30 km、ヴェッツラーの南西 45 km、フランクフルト・アム・マインの北西 48 km（アウトバーン経由だと 59 km）、ギーセンの南西 62 km、コブレンツの東 68 km に位置している。

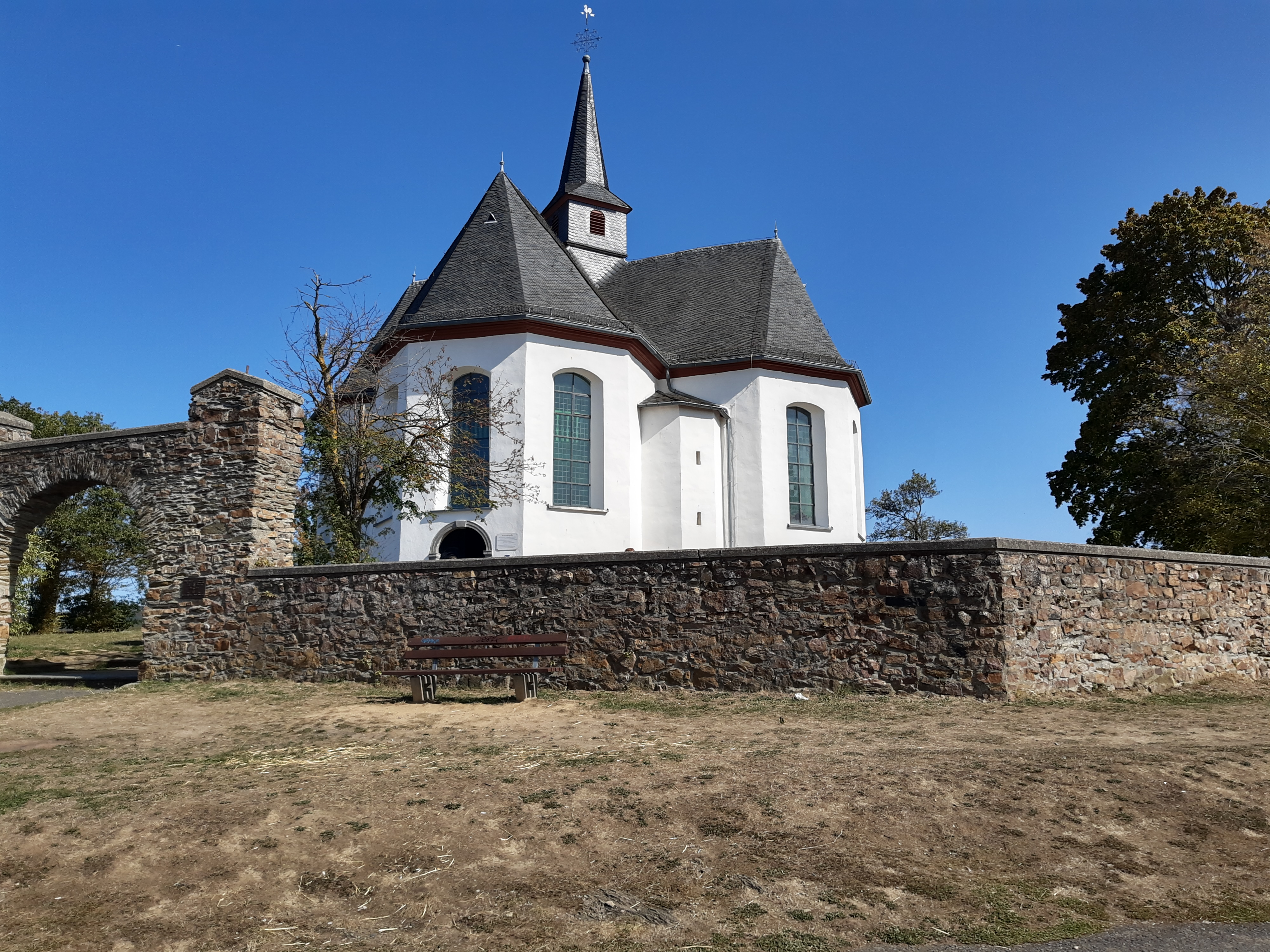
バート・カムベルクの十字架礼拝堂

### 高度
本市は、高度約 200 m に位置している。リムブルク＝ヴァイルブルク郡内で最も高いクーベット山 (526 m) はバート・カムベルクの中心市区の、ホーホタウヌス郡ヴァイルロートとの市境に位置している。中核市区に隣接したすぐ北東には、十字架礼拝堂に至る十字架の道行きがある名前のない高さ約 320 m の丘がある。中核市区で最も高いのは、高さ約 490 m の東周縁部である。中核部は、エムスバッハの主に緩やかな谷を中心として、おおむね槽型の構造をしている。市域の西端は、高度 317 m のシュタインコプフへ登って行く。

### 市域の広がり
エムスバッハ川が流れるゴルデナー・グルントは、市域の西部を南から北にバート・カムベルクを通って広がっている。ゴルデナー・グルントには、南から北の順にヴュルゲス、バート・カムベルク、エアバッハ、オーバーゼルタース地区がある。シュヴィッカースハウゼンおよびドームバッハの2地区がある市域東部は、基本的に人口が少なく、高度が高い。ゴルデナー・グルントの両側の土地は、タウヌス山地に向かって上って行く。中核市区は南西から北東方向に伸びている。

### 隣接する市町村
バート・カムベルクの周辺の市町村は、北から時計回りに、ゼルタース（リムブルク＝ヴァイルブルク郡）、ヴァイルロート（ホーホタウヌス郡）、ヴァルトエムス（ラインガウ＝タウヌス郡）、イトシュタイン（ラインガウ＝タウヌス郡）、ヒュンステッテン（ラインガウ＝タウヌス郡）、ヒュンフェルデン（リムブルク＝ヴァイルブルク郡）である。リムブルク＝ヴァイルブルク郡に属す2町村を除くいずれの市町村もギーセン行政管区ではなく、ダルムシュタット行政管区に属している。

### 地質学
市域の地質は、エムスバッハ川の東側 2/3 が粘板岩および粘板岩を含む硬砂岩からなっており、エムスバッハ川の西側は黄土堆積物で構成されている。その間を石英の礫帯がエムスバッハ川と並行に東に向かって伸びている。
バート・カムベルク中核地区の地質の東には粘板岩の含量が高い硬砂岩からなる山並みである。中核市区自体は、東部は石英の鉱脈に囲まれており、市の西部は黄土層に連なっている。西辺縁部は、その南部は硬砂岩質の粘板岩、北西部は鉄分の多い地層で、その間に石英鉱脈のシュタインコプフがある。

### 市の構成
本市は6つの市区からなる。
- バート・カムベルク
- エアバッハ
- ヴュルゲス
- オーバーゼルタース
- シュヴィッカースハウゼン
- ドームバッハ

## 歴史

### 古代
カムベルク周辺地域で最も古い遺物は、新石器時代の線帯文土器文化（紀元前5000年から紀元前3000年頃）に分類される。当時ほとんどのグループが狩猟採集生活を行っていたのだが、線帯文土器文化の人々はすでに農耕（エンマーコムギやヒトツブコムギ）や牧畜によって食物を生産していた。家屋は多くが長さ 20 - 25 m、幅 5 - 7 m であった。集落内には決まって不規則な溝が掘られており、これにより掘り出された土が家を建設するために使われた。溝にはたとえば、木炭、動物の骨、灰、石、陶片といったゴミが満ちていた。中核市部の住宅地では、多くのゴミの溝が道路に刻まれていた。
2度目の入植期は、紀元前600年から紀元前500年に起こった。ウージンゲンに向かう州道 L3031号線沿いの墳墓地はこの時代に造られた。

### 最初の記録（1000年）
1000年2月6日に皇帝オットー3世はブルトシャイト修道院に王領の農場 Cagenberg を寄進した。しかし伯領に関する明確な証拠はない。Cagenberg は、おそらく Cago の山を意味している。この Cago は「ガルガンハルト (Garganhardt)」という名前の省略形である。この名前は、10世紀にラーンガウ領主であったコンラディン家によくある名前である。この農場の名前は、おそらく9世紀または10世紀の新しい集落であることを示している。ゼルタース、エアバッハ、ヴュルゲス、ダウボルンといった周辺の集落は8世紀にはすでに成立していたことが証明されている。Cagenberg についても先行する集落があったという可能性は否定できない。

### ゼーリゲンシュタット修道院、ディーツ伯領（1053年 - 1388年）、都市権（1281年）
1018年の皇帝ハインリヒ2世の文書によれば、Cagenberg はラーンガウに属していた。同じ年にこの農場はブルトシャイト修道院からゼーリゲンシュタット修道院の所有に替わった。地名は Cagenberg から Cainburg、Camburg、Kamberg、Camberg と変化し、他にも Cagenberc（1018年）、Kamberch（1156年）、Kahberg（1194年）、Kamberc（1197年）、その後 Kaynburg といった表記がなされた。この集落は1053年に、コンラディン家断絶後にその遺領の一部を受け継いだディーツ伯の所領となった。ディーツ伯は1388年までこの街を支配した。バート・カムベルクはディーツ伯の支配領域で最も南に位置する大きな集落で、領域を接するイトシュタイン伯に対して、特別な防御がなされた。現在のアムトホーフの近くにカムベルク城があった。ディーツ伯ゲルハルト4世の尽力により、1281年8月27日にドイツ王ルドルフ1世は、フランクフルト都市法をモデルとする都市権をこの街に授けた。都市権は、1300年と1336年に更新された。ただしこれは Freiung（税や法的規定の一部免除）に過ぎず、都市への完全な昇格ではなかった。これにより、カムベルクは Minderstadt（直訳: 小都市）の状態にあった。この街は、1356年/1357年にやっと完全な都市権を獲得し、1365年に確認書が授与されている。遅くともこの権利の結果として、市壁の建設が始まり、おそらく1380年頃に完成した。
領主の他にも多くの地主がこの都市に土地を所有していた。そのなかでもリムブルクのゲオルク教会が最も重要であった。
1311年にカムベルクのツェント裁判所（伯の支配下にある裁判所）が初めて記録されている。この裁判所は1800年頃まで存続していた。遅くとも1548年には重罪刑事裁判もカムベルクの裁判所で扱っていた。しかし遅くとも18世紀にはこの裁判所の重要性は大きく後退していた。
1357年の公現祭の後、ヴァルスドルフの盗賊騎士がこの街を訪れ、略奪しようとした時、全てのカムベルク住民が酔っ払って眠っていたという伝説がある。当時市壁はまだ建設途中で、逆茂木を通り抜けるだけであった。しかしここに棲んでいたカササギが、強盗を察知し、鳴いて知らせた。それによってカムベルク住民が目を覚まし、襲撃は失敗して、ヴァルドルフの一味は群衆に袋叩きにあった。現在でもカカサギはこの街の「非公式な紋章の鳥」とされている。

### ナッサウ＝ディレンブルク、カッツェンエルンボーゲン、エプシュタイン家、ヘッセン方伯（1388年 - 1479年）
ディーツ伯家が1388年に断絶したため、ナッサウ＝ディレンブルク伯アドルフがこの街を相続した。1403年からこの街はカッツェンエルンボーゲン伯に質入れされた。この頃カムベルクは、カッツェンエルンボーゲンとフェーデを戦っていたフランクフルト・アム・マインに占領されたが、その直後に再び奪還された。1420年にアドルフ・フォン・ナッサウが死亡すると、ナッサウ＝ディレンブルク伯と、街の3/4を所有していたエプシュタイン家との共同統治となった。1452年から1454年にカッツェンエルンボーゲン伯は、エプシュタイン家が所有する街の 1/4 とディレンブルク家が所有する 1/8 を購入した。全ての所有者が、その一部を短期間であるが何度も他の貴族やトリーア選帝侯に質入れした。カッツェンエルンボーゲン家が1479年に断絶した後、カッツェンエルンボーゲン家がかつて所有していたこの街の 1/4 をヘッセン方伯が要求した。
カムベルク、ヴュルゲス、エアバッハの森は、1421年にマルク共同体に属した。そこでは、当初はディーツ伯、後にナッサウ家が勢力を誇った。
カムベルクの中央教会は、中世盛期に聖ペトロに献堂された。カムベルクの教会区のパトロンはリムブルクのゲオルク教会であった。最初に名前が明記されている聖職者は1156年のゲルノートであった。カムベルクの教会管区は現在の市区および、やがて廃村となったヴュルテス近郊のアルスドルフやヴァルスドルフを包含していた。この教区は1235年まではマインツ大司教区に、その後トリーア大司教区に属しており、後には主権も一部保持していた。

### トリーアとナッサウ（1335年 - 1794年）
エプシュタインは1508年にケーニヒシュタイン伯領となった。1535年にケーニヒシュタイン伯家が断絶した後、トリーア選帝侯がカムベルクを占領し、街の半分を長らく保持した。これにより権力関係は確固とした安定を得た。カムベルクは、1800年頃まで半分ずつがトリーア選帝侯とナッサウ家に属した。ナッサウ家所有部分は分家の間で何度も所有が入れ替わった。1557年のフランクフルト条約でヘッセン領の街区が最終的にナッサウ＝ディレンブルク家の所有であると認定された。1607年から1628年まで、その前後はディレンブルク領であった街区は、ナッサウ＝ハーダマル家に属した。ディレンブルク家の半分は1652年にナッサウ＝ディーツ家の、1743年にオラニエ＝ナッサウ家の所領となった。
近世初期にカムベルクは主に農民都市の性格を帯びていた。1404年に2人の市長が、1458年に市議会が、1481年に市庁舎が初めて記述された。1720年頃に市庁舎は老朽化していた。新築が計画されたが、建設されなかった。おそらく17世紀にはすでに領主の役人が市長の業務の大部分を引き継ぎ、都市の自治は失われていた。遅くとも1454年から市議会が存在していたが、地域的にわずかに重要であるという範囲を超えるものではなかった。市内では羊毛加工業や製陶業がやや大きな規模で営まれていた。一時的には2軒の縮絨工場が存在していた。1581年には7つのツンフトが街にあった。企業は、それぞれの規模が小さいためツンフトに多くの産業が統合されていた。
頑丈な壁と多くの塔を持つ都市防衛施設は、18世紀初めまで維持されていたが、1660年に完全に崩壊した部分があるという記録もある。1750年までにこの施設は大部分が老朽化し、軍事的機能を果たせなくなっていた。

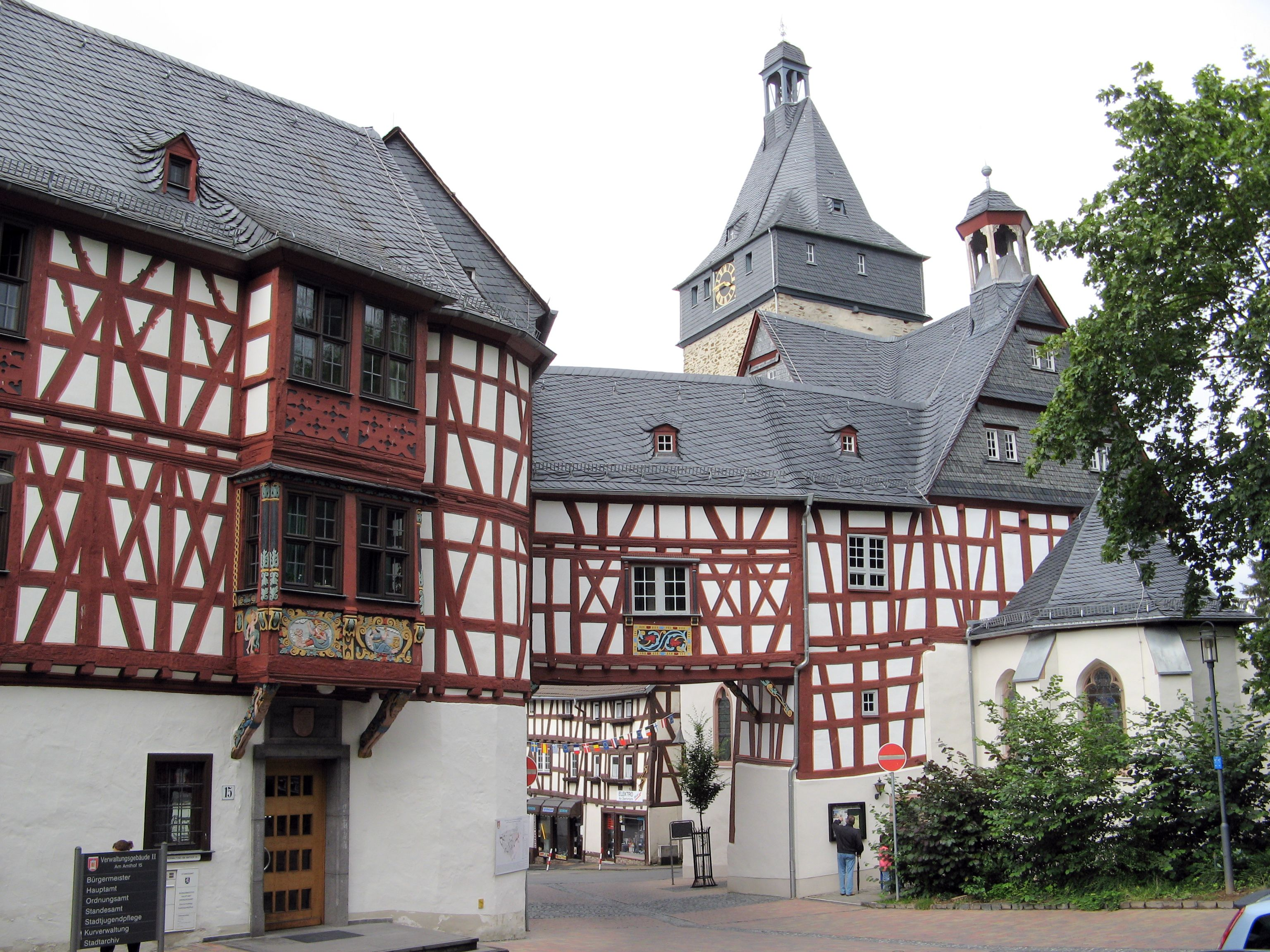
バート・カムベルクのアムトホーフ

1535年から1794年までアムト・カムベルクは、ナッサウ家とトリーア選帝侯の共同統治下にあった。現在の市区の他に、ハインチェンや後のアイゼンバッハ、さらにはハッセルバッハもこれに含まれていた。1人のアムトマン（役人）が、両領主のためにカムベルクの利害調整を行っていた。ナッサウ家の様々な分家の間で領主が頻繁に入れ替わったため、トリーア選帝侯のアムトマンが重要なポジションを強固にした。彼らはさらに、現在市の行政庁舎となっているアムトホーフというこの街の圧倒的な建築複合体を有していた。トリーア選帝侯のアムトの地位は、主にハイデン家、ホーエンフェルト家、シュッツ＝ホルツハウゼン家といった、古くから続く貴族家の手に委ねられていた。1651年には、アムト・リムブルクとアムト・フィルマーも、カムベルクから行政運営されていたことが証明されている。1625年にこの街の教師が初めて記録されている。
カムベルクの人口に関する最初の記録は1632年になされたもので、80人と記されている。1700年には、98世帯、104人の賦役労働者、5人の寡婦が記述されている。1790年に初めて総人口1,003人が記録された。1788年には、市民の70.2 % が土地所有者、26.2 % が貴族、3.6 % が聖職者であった。
ユダヤ系住民は1576年に初めて確かに証明されている。1662年には5家族のユダヤ人がおり、人口の 32 ％ を占めた。遅くとも1756年にはシナゴーグが存在していた。

### カムベルクにおける魔女狩り
カムベルクでの魔女狩りは、特に1629年-1631年、1643年-1644年、1659年-1660年に行われた。14人の女性と1人の男性が罪に問われ、8人の女性が処刑され、1人が収監中に死亡した。残りの人々は、多くは拷問の後に、釈放された。バルバラ・オルデネックが知られている中で最後に処刑された人物である。

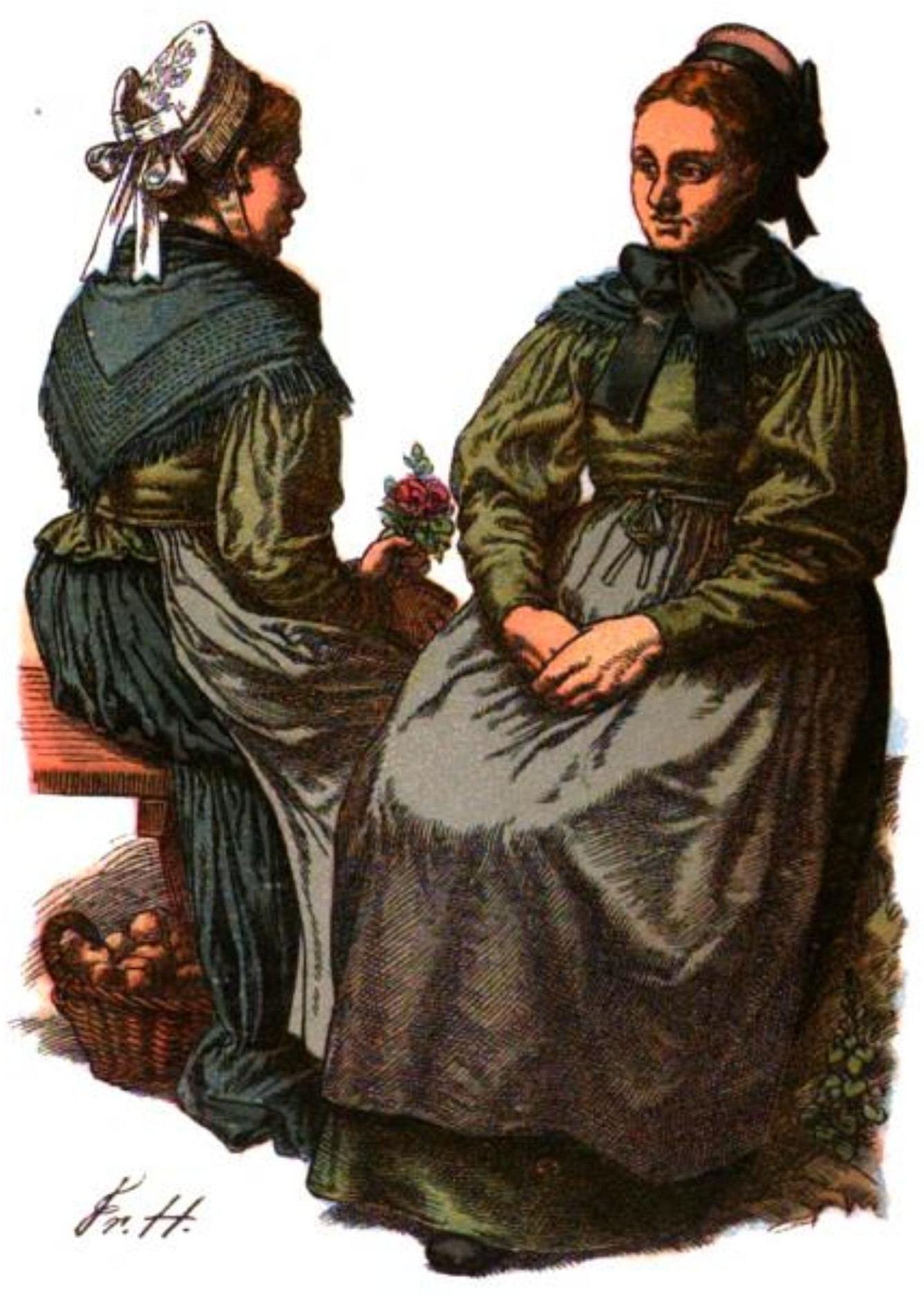
19世紀のゴルデナー・グルントの衣装

### 多重支配の終焉、プロイセン（1866年から）
ナッサウ＝ヴァイルブルク家 (de:Nassau-Weilburg) は、1802年にこの街のトリーア選帝侯が所有する半分を手に入れた。1806年にオラニエ＝ナッサウ、ナッサウ＝ウージンゲン、ナッサウ＝ヴァイルブルクからナッサウ公国が形成され、この街の多重支配が修了した。19世紀初めにアムト・カムベルクが廃止され、はじめにアムト・キルベルク（カムベルクを首邑とした）が、1816年からアムト・イトシュタインが形成された。1866年の普墺戦争の結果ナッサウ公国がプロイセンに併合された後、ナッサウはプロイセン領となり、ヘッセン＝ナッサウ州ヴィースバーデン県ウンタータウヌス郡に属した。カムベルクは1886年に新設されたリムブルク郡の一部となった。カムベルクの裁判所も1808年にその管轄領域と権限の大部分を奪われた。
自身も聴覚障害者として生まれたシュッツ・ツー・ホルツハウゼン男爵フーゴは、1810年にアムトホーフの部屋で初めて聾唖者教育を行った。彼はドイツにおけるこの分野のパイオニアとなった。その後、この授業の時間は常設の学校施設となり、1820年に Herzoglich Nassauische Taubstummen-Institut（ナッサウ公の聾唖インスティテュート）となった。この施設は、1875年まで旧市街のグッテンベルガー・ホーフの付属建造物内に入居していた。カムベルク市から寄贈されたフランクフルター通りに1894年から固有の建物を設けた。この学校は「フライヘル＝フォン＝シュッツ＝シューレ」の名前で現存している。1970年以後この学校は隣接する旧区裁判所を獲得し、2001年に建物が増築された。
1820年に教会の隣に古典主義様式の学校が建設され、1894年に拡張された。1873年に高等男子学校の、1890年に高等女学校の授業が始まった。
1861年にモーリッツ・リーバーがギスベルト＝リーバー通りに病院「リーバーシェ・ホスピタル」を解説した。この病院は1959年に廃止された。現在は、フライヘル＝フォン＝シュッツ＝シューレがこの建物を利用している。
1848年/1949年のドイツ革命は、バート・カムベルクにおいて、公国北西部全域と同様に、特に政治的カトリシズムの形成をもたらした。モーリッツ・リーバーを代表とする街のピウス協会は1850年2月には6つの支部を持つ公国最大規模の組織となった。

### 産業地域、保養地（1927年）、温泉地（1981年）
この街は20世紀に西へ、すなわち駅の方角へ拡大していった。1920年代から鉄道の西側に産業地域の建設が始まった。
カムベルクは1927年からクナイプ式水浴の街となった。1937年に公認温泉地のタイトルが授与された。1977年からカムベルクは州認定のクナイプ式水浴地となった。「バート」の称号は1981年に都市権授与700年を記念して授与された。1973年にホーエンフェルト＝クリーニクが完成した。

### 国家社会主義の時代

#### ラヴァチェク家によるナチ権力構造の確立
エルンストとパウルのラヴァチェク兄弟は、1928年にはすでにリムブルク郡での「運動」に積極的に登場していた。バート・カムブルクにおいてもリムブルク郡においても、彼らは中心的役割を担っていた。そこでは、エルンスト・ラヴァチェクと12最年長の兄パウルとの間で計画的な役割分担がなされていた。後にカムベルクの市長となるエルンスト・ラヴァチェクはここで、NSDAPの地域グループの指導者となった。彼は1939年から1941年までリムブルクの国家社会主義医師連盟 (NSDÄB) の理事長およびNSDAPの郡指導部国民健康部門指導者の役割を引き受けた。カムベルク自体では、ラヴァチェクは政敵の迫害に注力し、いわゆる「権力掌握」の過程でシステマチックに、SSの支援を受けてこれを実行した。NSDAPの権力構造強化のためにラヴァチェクは、郡指導者に宛てた手紙（1936年）で述べているように、「政治的カトリシズムとの戦い」を行った。エルンスト・ラヴァチェクは市長としてユダヤ人からの強奪や、ユダヤ教組織の解体に決定的な役割を演じ、地域のナチ幹部や都市財政を援助した。パウル・ラヴァチェクは主に地域を超えた政治レベルで活動した。パウル・ラヴァチェクはまず1924年にリムブルク郡の郡議会議員となった。1929年には州議会のNSDAP議員となった。1934年からは郡交渉委員に、1929年から1933年にはリムブルクのNSDAPの郡指導者となった。1936年にパウル・ラヴァチェクはリムブルク郡の郡長代理となった。パウル・ラヴァチェクの妻アナ（通称アニー、旧姓ヴァン・ゲルダー）は、NS-婦人会指導者として組織を支えた。

#### ユダヤ系住民と政敵の迫害
1933年4月1日、最後の民主的選挙で選出された市長ヨハン・ピプベルガーが強制的同一化によって職を逐われた。失職の要請は「継続的な職務不履行」として正当化された。4月10日、国家社会主義者エルンスト・ラヴァチェクが一時的に委託を受けた臨時市長に選出され、その職を遂行した。満場一致で行われた本来の市長選挙は、1933年10月10日に実施された。カムベルク市、市参事会、市議会の統一組織の会議で、ヒトラーとヒンデンブルクを名誉市民とする緊急動議が提案された。この動議は満場一致で可決された。同じく満場一致で以下の道路の命名や改名が決議された。
- シュトラックガッセをアドルフ＝ヒトラー通りに
- 浴場から福音主義教会への道をヘルマン＝ゲーリング通りに
- ショーン邸からテネに至る通りへの並木道をヒンデンブルク＝アレーに
- シュタットパルク（市立公園）を ヒンデンブルク＝アンラーゲに
- ノイガッセをペーター＝ゲマインダー通りに
- グリューナー広場をホルスト＝ヴェッセル広場に[10]

1905年から1944年3月まで市長を務めたヨハン・ピプベルガーは、カムベルクにおけるナチの恐怖政治の犠牲者となった。彼は、1933年8月2日に組織的な暴力犯によって手ひどい虐待を受け、家の階段から突き落とされて重傷を負った。たとえば指物師のエンメル、家畜商のシュタインベルク、郵便局長のシュッツ、州立銀行幹部のハルデック、レーヴェンベルク家、ベルトルト・ランダウとモーリッツ・ランダウ、ヘルマン・シュタインベルク、ハインリヒ・シュナイダー、ヴァルター・バッヒェンハイマー、農民ペーター・シュミットとその息子フィリップなど市民に対して同様の暴力事件が起こった。
シュミートガッセのシナゴーグは「水晶の夜」に焼失した。さらにユダヤ人の家や店舗が略奪され、その住民は暴徒らによって虐待を受けた。カムベルクのユダヤ人の多くが1930年代初めからすでに移住して行ったが、「水晶の夜」がユダヤ系住民の最終的な絶滅への幕開けとなった。数週間後にはユダヤ人墓地の全ての墓石が毀損された。1937年、カムベルクにはまだ69人のユダヤ人が住んでいた。そのうち27人が時間切れになる前に移住することができた。1942年だけで8人のユダヤ系住民が逮捕され、殺害された。戦後カムベルクにユダヤ人は住んでいなかった。海外への逃亡に成功した者はほとんどいなかった。織物商人ヘルマン・マイは初めアムステルダムに移住したが、その後逮捕され、殺害された。金属製品商人モーリッツ・マイは「水晶の夜」にフランクフルト・アム・マインに逃れたが、悲劇の運命を逃れられなかった大多数のカムベルクのユダヤ系住民と同じく、逮捕され、殺害されることから逃れることはできなかった。ヘッセン州立ヴィースバーデン中央文書館をはじめとする文書館には、逮捕され殺害されたカムベルクのユダヤ人の、まだほとんど精査されず、活用されていない外国為替や補償の記録が存在している。これらは、「Gedenkbuch – Opfer der Verfolgung der Juden unter der nationalsozialistischen Gewaltherrschaft 1933–1945」と同様に、ほぼ各個人ごとにその悲劇的な運命を推論することができるものである。

#### ナチの経済・エネルギー政策のプロトタイプとしてのシュトゥーフェン発電所
1934年から水理学の教授としてダンツィヒ大学に勤務したフランツ・ラヴァチェク（ナチの市長エルンスト・ラヴァチェクの兄で、兄弟のパウルやエルンストと同じく1920年代にNSDAPの党員になっていた）は、ナチの経済イデオロギーに従って彼が建設したシュトゥーフェン発電所カムベルクを考案した。田舎の住民に安価な電力を供給するはずのこの水力発電所を、フランツ・ラヴァチェクは1932年、つまりいわるナチ党の権力掌握以前に、ゴットフリート・フェーダーが編集したナチ書籍シリーズ Nationalsozialistische Bibliothekで記述している。ナチ政府が構想する発電装置のプロトタイプとしてこのプロジェクトの向かう方向は、エネルギー経済から「ユダヤ系大資本」を組織的に排除することであった。市町村レベルでのエネルギー経済によって「金品で暴利をむさぼる者」、「辻強盗」「投機家...主にユダヤ人」に対してシグナルを送るものであった。フランツ・ラヴァチェクによるシュトゥーフェン発電所のコンセプトに代表される反自由主義的な方向づけは、第一に「ドイツの血」の職人や農民にとって不利となる電力市場を利益追求に利用する「ユダヤ的に」定義された資本主義民間経済から生まれたものであった。ガウ指導者ヤーコプ・シュプレンガーはじめとする度重なる政治的支援にもかかわらず、経済的であることが証明できなかったためラヴァチェクの計画は挫折した。カムベルクのシュトゥーフェン発電所の遺構はこの街に現存している。地方の歴史書においてフランツ・ラヴァチェクは、国家社会主義への関与は秘匿されて、「発明技術者」として敬われている。

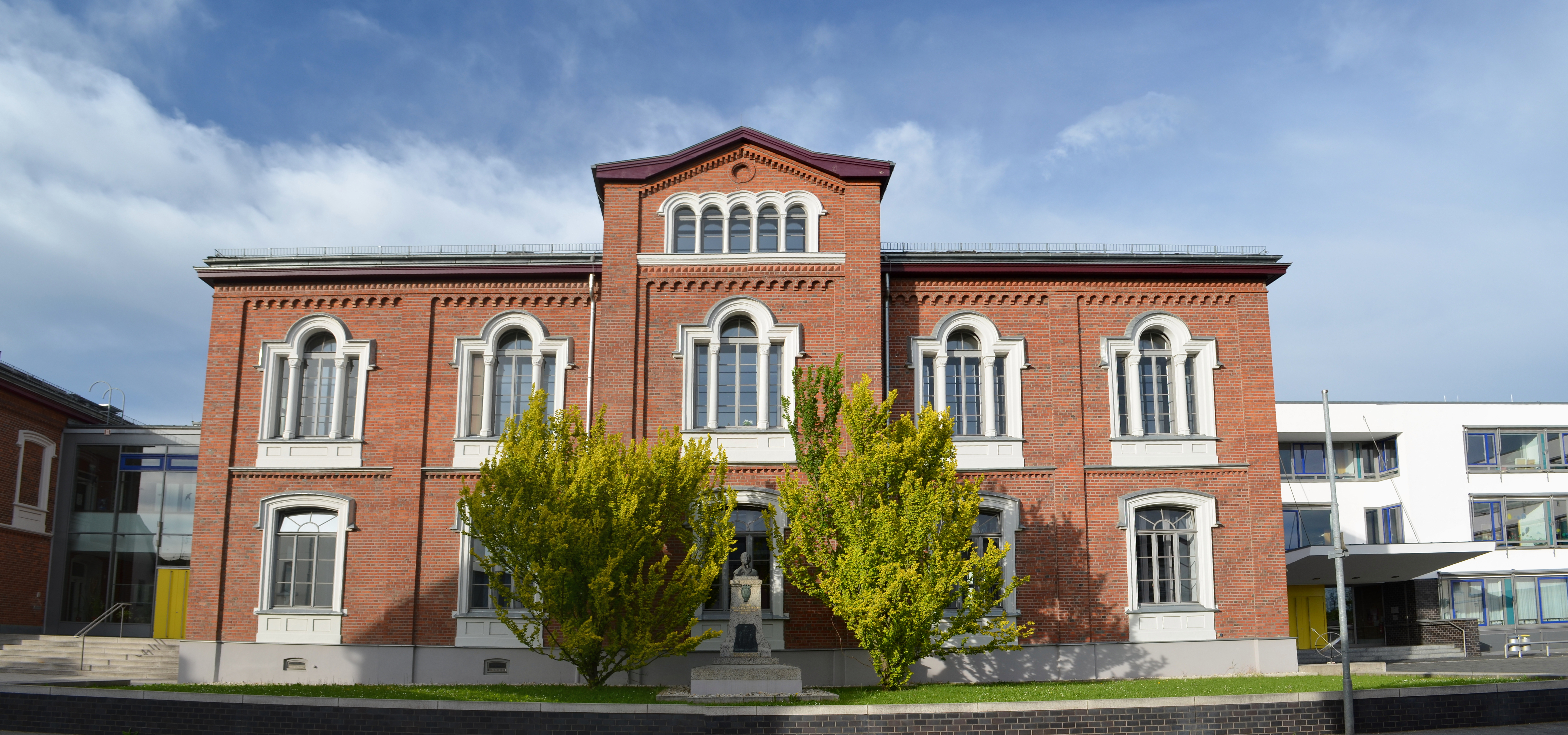
フライヘル＝フォン＝シュッツ＝シューレ旧館

#### フライヘル＝フォン＝シュッツ・シューレの建物内の国家社会的「社会福祉」
現在のフライヘル＝フォン＝シュッツ＝シューレ、当時の「聾唖施設」内に、1937年から施設責任者フリッツ・ベルノタートの指導下でカムベルク家政・農業学校が入居した。元々ここで学んでいた生徒たちは、身体障害者を「生きるに値しない命」とみなすナチの思想に従ってフランクフルトに移された。これを承けて国家社会主義の精神による社会福祉システムにおけるリソース配分の新たな重み付けがなされ、ベルノタートはまずドイツ女子同盟指導下にある社会保護が必要な女性のための教育施設を設立したのであった。そこでは、主婦や母親になる準備がなされた。家政学、造園学、保育学の他に、ここではナチの思想に基づく世界観の教育もなされた。戦時にますます労働力が不足したことからカムベルク家政・農業学校の保護を受けている女性は優先的に地元のナチ幹部や党員（市長ラヴァチェク、建設業者ヴァイリヒ、商家イーデ、ブルディー・ウント・ファム・ウルバン）にメイドとして紹介された。
組織上 Verein für Volkspflege e.V.（直訳: 国民保護協会）に組み込まれていた家政・農業学校からは、保護を受けていた女性たちがT4作戦に関連してハダマー安楽死施設に送致され、そこで殺害された。1944年10月にイトシュタインのカルメンホーフで殺害されたルート・パッペンハイマーも、何年もの間カムベルク家政・農業学校に属していた。

#### 第二次世界大戦中の駐屯
第二次世界大戦中、特に1944年に、国防軍の数多くの部隊がこの街に駐屯した。ドイツ制圧のための連合軍による攻撃により、アメリカ軍第385歩兵連隊第3大隊が最初のアメリカ兵士として1945年3月29日にカムベルクに達した。彼らはここに駐屯していたSS-部隊と戦闘になった。この戦闘にはアメリカ軍第76歩兵師団の砲兵隊も参戦した。この街での戦闘は一晩中続いた。1945年3月30日の8時頃、カムベルクはアメリカ軍兵士によって解放された。戦後この街はアメリカ占領地区に組み込まれ、その後ヘッセン州の一部となった。

### 行政管区の変遷、リムブルク＝ヴァイルブルク郡
本市はヴィースバーデン行政管区に属していた。この行政管区は1968年に廃止され、カムベルクはダルムシュタット行政管区に、1981年にギーセン行政管区に移管された。1974年に合併によって新設されたリムブルク＝ヴァイルブルク郡の一部となった。
1957年に学校センター、現在のタウヌスシューレの建設が始まった、1964年にそこに実科学校が開校した。

### 市町村合併
1970年代にヘッセン州をはじめ、ドイツ全土で地域再編がなされた。1970年8月13日にゴルデナー・グルント市町村作業共同体が発効した。これは自由意思の連合を通してゴルデナー・グルントの市町村をまとめることを目標としていた。現在バート・カムベルクの市区となっている10市町村、ゼルタースの地区となっているニーダーゼルタース、アイゼンバッハ、ハインチェン、現在はヴァイルトートの一部となっているハッセルバッハが調印していた。1969年12月11日にヘッセン州内務大臣は州内の全市町村に対して再編成の提案を発表した。その提案は、カムベルク、ヴュルゲス、エアバッハ、シュヴィッカースハウゼン、ドームバッハはカムベルク市に統合され、ニーダーゼルタースを含むオーバーゼルタース、アイゼンバッハ、ハインチェンからゼルタース (タウヌス) が形成するというものであった。ドームバッハの町議会は、州サイドから強制的に合併を強いられるまで独立を保つという意見であった。ヴュルゲスの町議会も町の建設計画が撤回され、カムベルクが市の中心になることを危惧した。
1971年にリムブルク郡からある提案がなされた。オーバーゼルタースを除く現在の市区が新たなカムベルク市を形成するというものであった。しかし、オーバーゼルタース、ハッセルバッハ、ヴァルスドルフ、シュタインフィッシュバッハがカムベルクに属す可能性も言及されていた。オーバーゼルタースの町議会は、カムベルクへの合併を宣言したが、ハッセルバッハはヴァイルロートに合併することを選んだ。ヴァルスドルフとシュタインフィッシュバッハの住民は大多数がイトシュタインおよびヴァルデムスへの合併を支持した。このため当時計画された合併プランは現在の市町村境と一致した。カムベルク、エアバッハ、シュヴィッカースハウゼンおよびオーバーゼルタースはこの合併に賛成し、ドームバッハは保留し、ヴュルゲスは自由意思で合併するつもりはなかった。ヘッセン州は1971年12月31日を自由意思による合併の最終期限とした。
1971年11月9日に、ヴュルゲスを除くカムベルクの5つの市区およびアイゼンバッハとハインチェンの間で新たな都市カムベルクを設立する協定に調印がなされた。しかしこの協定はヘッセン州政府から認定されなかった。州政府は、アイゼンバッハ、ハインチェン、オーバーゼルタースがニーダーゼルタースに合併し、カムベルクはエアバッハ、シュヴィッカースハウゼン、ドームバッハと合併することを奨励した。市と町村は、カムベルクとオーバーゼルタース、アイゼンバッハ、ハインチェンとの合併を1972年1月1日に実現するようヘッセン行政裁判所に訴え出た。政府は合併を許可するよう命じられたが、控訴した。カッセルの行政裁判所で口頭審問はこれ以上行われず、控訴審は1975年5月に終了した。
1974年7月1日、カムベルク、ヴュルゲス、エアバッハ、シュヴィッカースハウゼンおよびドームバッハが州法に基づき強制的に統合された。オーバーゼルタースとは、行政連合として連携した。

## 住民
2010年12月31日現在バート・カムベルクの人口は 14,078人で、これは人口密度 258人/km2 にあたる。2005年の人口は 14,391人であった。人口密度は、連邦平均よりもやや高く、州平均よりも低い。2005年時点の外国人比率は 7.0 % であった。

### 人口推移
1910年以降の地区別人口は以下の通りである。
| 市区                           | 1910年 | 1970年 | 1974年 | 1987年 | 1998年 | 2004年 | 2005年 |
| ------------------------------ | ------ | ------ | ------ | ------ | ------ | ------ | ------ |
| バート・カムベルク（中核市区） | 2,575  | 4,956  | 5,247  | 5,586  | 6,515  | 6,800  | 6,903  |
| エアバッハ                     | 1,114  | 2,111  | 2,257  | 2,468  | 2,869  | 2,805  | 2,804  |
| ヴュルゲス                     | 926    | 2,101  | 2,185  | 2,147  | 2,453  | 2,530  | 2,545  |
| オーバーゼルタース             | 587    |        | 1,017  | 1,002  | 1,221  | 1,178  | 1,173  |
| シュヴィッカースハウゼン       | 332    | 465    | 492    | 536    | 553    | 585    | 585    |
| ドームバッハ                   | 238    | 225    | 259    | 307    | 366    | 385    | 382    |
| バート・カムベルク（合計）     | 5,772  |        | 11,457 | 12,045 | 13,977 | 14,281 | 14,391 |

### 宗教
東、南、西に隣接する市町村とは対照的に、バート・カムベルクとその市区は、カトリックが優勢である。1803年までトリーア選帝侯領に属していたことから、当時のアムト・カムベルクはほぼ完全にカトリックの町であった。現在中核市区には約 3,600人のカトリック信者が住んでいる。これは全体の約 52 % にあたる。バート・カムベルクの宗教管区には、6つの教会がある。バート・カムベルクの聖ペーターおよびパウル教会、エアバッハの聖マウリティウス教会、ヴュルゲスの聖フェルティウス教会、オーバーゼルタースの聖アントニウス教会、シュヴィッカースハウゼンの聖ゲオルク教会、ドームバッハの聖ヴェンデリン教会である。
福音主義マルティンス教会は、1897年9月8日に完成した。それ以前は、プロテスタントの住民はニーダーゼルタースおよびヴァルスドルフの教会に属していた。バート・カムベルクの教会の管轄地域は中核市区、エアバッハ、ヴュルゲス、ドームバッハ、シュヴィッカースハウゼンであり、オーバーゼルタースの福音主義キリスト教信者は、ニーダーゼルタースのクリストゥス教会に通っている。バート・カムベルクとゼルタースは、教会共同体を形成している。
2007年以降、バート・カムベルクには自由教会 Freie evangelische Gemeinde (FeG) バート・カムベルクがある。これはドイツに450以上ある独立した地域教会の1つであり、Freier evangelischer Gemeinden (BFeG) 連合を形成している。この教会は、自前の教会堂を有しておらず、バート・カムベルクのフライヘル＝フォン＝シュッツ＝シューレの講堂で礼拝を行っている。
17世紀から1942年までカムベルクにユダヤ教会が存在した。市区部にはユダヤ人は住んでいなかったが、ヴァルスドルフ、シュタインフィッシュバッハ（1907年から）、アイゼンバッハのユダヤ教徒はカムベルクの教団に属していた。シナゴーグは1938年のユダヤ人排斥運動（水晶の夜）によって激しく毀損された。カムベルクに住むユダヤ人の数は、亡命、逃亡、移住により、1933年から1939年までの間に69人から19人にまで減少した。カムベルクに住んでいた最後のユダヤ教徒は1942年にフランクフルトへ移送され、そこで殺害された。

## 行政

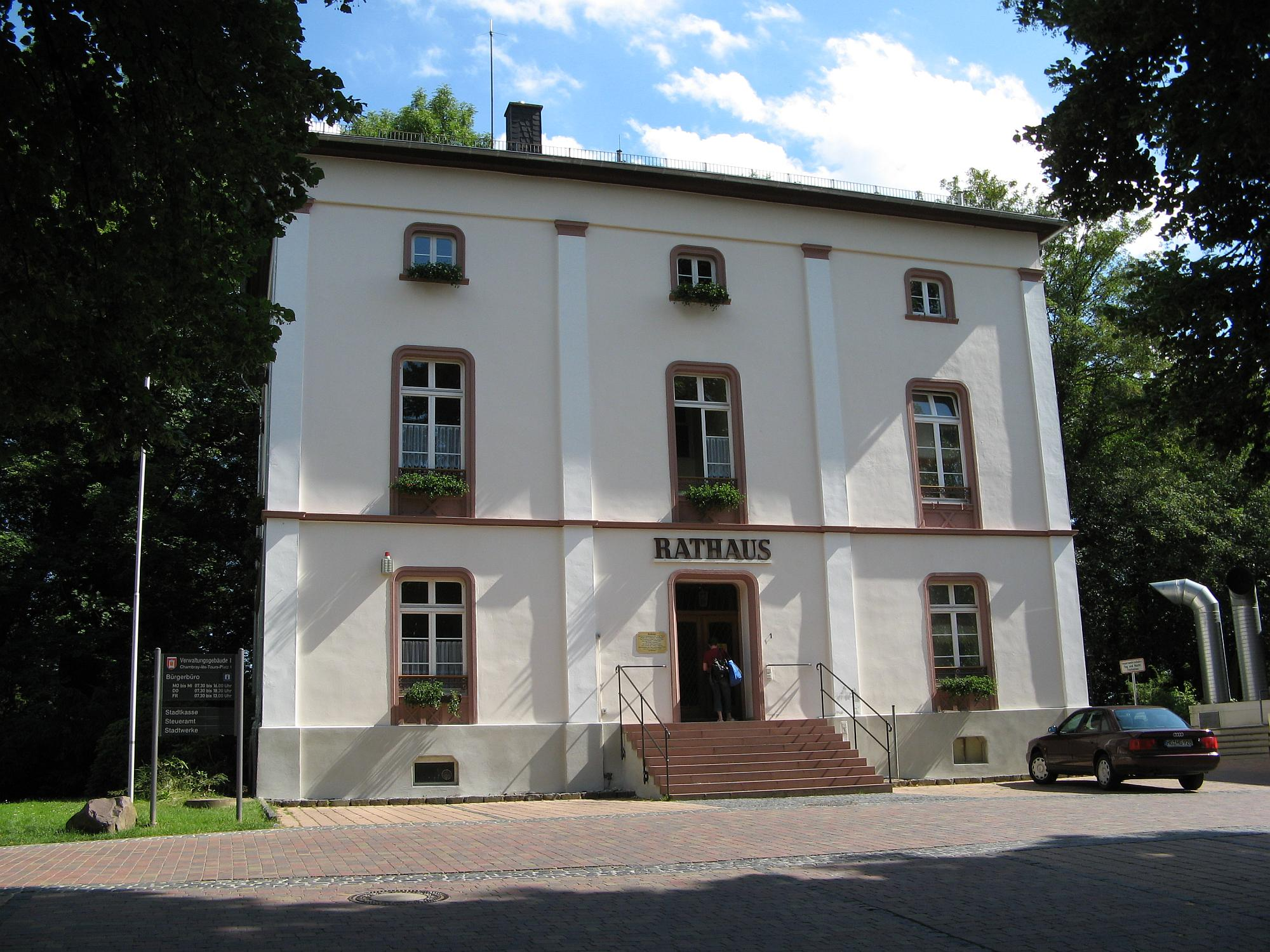
バート・カムベルク市庁舎

### 首長
ヘッセン州市町村法によれば、首長は参事会の代表者である。バート・カムベルク市では、参事会は首長の他に12人の名誉職の市議会議員からなる。本市の市長には2017年4月26日にイェンス・ペーター・フォーゲル (SPD) が就任した。その前任者は以下の通りである。
- 1974年 - 1992年 エルンスト・エンツマン (CDU) 彼は自治体再編前から本市の市長を務めていた。
- 1992年 - 2004年 ゲルハルト・ライツ (SPD)
- 2005年 - 2017年 ヴォルフガング・エルク (SPD) 決選投票が繰り返されたため、就任が遅れた[35]。

### 市議会
バート・カムベルク市の市議会は、37議席からなる。

### 紋章
図柄: 赤地に胸壁を持つ銀の塔。塔は青い角錐型の屋根と閉じた金色の扉を持つ。基層の上は赤い四角形でその中にこちらを向いて、歩み、青い爪と舌で威嚇した金の獅子が2頭重なり合って描かれている。
解説: 市の紋章は、市の東の塔で、門を兼ねていたオーバートーアトゥルム（上の楼門）を表している。赤地に金の獅子は、バード・カムベルクが属していたディーツ伯領の紋章から採られた。

### 姉妹都市
- シャンブレ＝レ＝トゥール（フランス語版、英語版）（フランス、アンドル＝エ＝ロワール県）1987年
- バート・ズルツァ（ドイツ語版、英語版）（ドイツ、テューリンゲン州）1991年

バート・カムベルクは1987年10月3日にフランスの都市シャンブレ＝レ＝トゥールと姉妹都市となった。2012年5月に姉妹都市25周年の式典がシャブレで開催された。両都市の住民たちは長年にわたって緊密な友好関係を育んでいる。少なくとも5年ごとに姉妹都市交流会が開かれ、ドイツ側、フランス側双方からそれぞれ200人ほどの住民が参加する。
1991年1月9日に、「バート・ズルツァとバート・カムベルクとの間の友好都市関係に関する協定」が調印された。この協定は相互訪問、特に首長や行政トップの定期的な訪問の誘因となっている。

## 文化と見所

### 建築
十字架礼拝堂はこの街の象徴的建造物である。現在の礼拝堂は1725年に、市の東側に位置する山の上に建設され、広い眺望が素晴らしい。

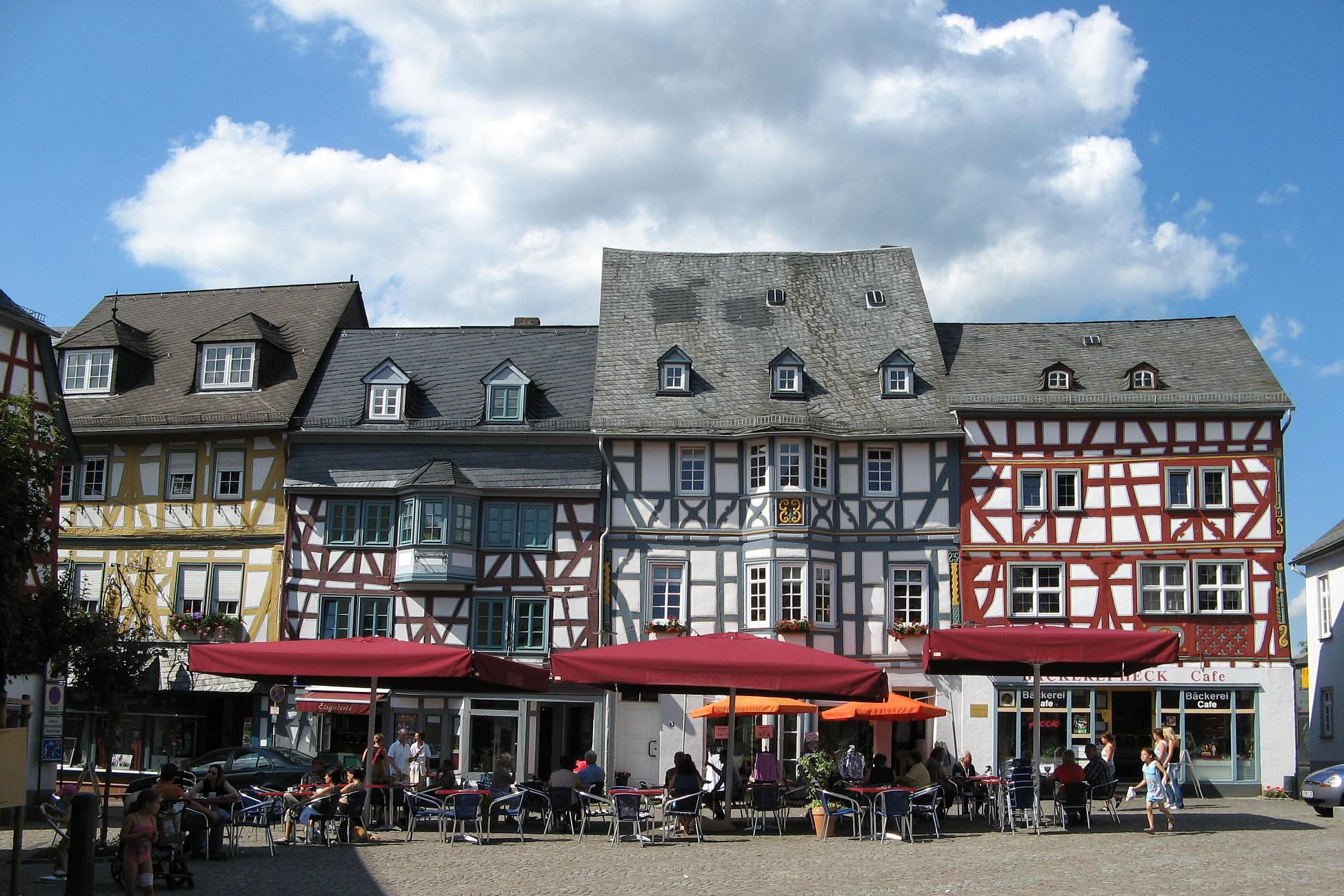
バート・カムベルクのマルクト広場

旧市街には、数多くの木組み建築が遺されており、その一部には大変贅沢な装飾が施されている。これらの建物の多くは15世紀から18世紀に建設された。その多くはケルンからフランクフルトに至る交易路ホーエ・シュトラーセ沿いの交易拠点であったマルクト広場（直訳: 市場広場）に集まっている。
この街で最も人気の見所がアムトホーフの木組み建築群である。この建物は長さが 155 m あり、ヘッセン州最大級の木組み建築の1つである。この印象的な建物は、1605年に先代の建物の基礎壁の上に造営された。その後1669年まで増築が続けられ、元々3つの別々の役所であった建物が1つの総合アンサンブルとして融合したものである。このアムト・ホースは、トリーア選帝侯領アムト・カムベルクの上級官僚の役所兼住居であった。1815年のアムト廃止に伴いその重要性を失った。市は1942年にこのアムトホーフを獲得した。1989年には大規模な改修工事が行われた。現在この建物は市の行政機関の所在地となっている。
もう一つの重要な木組み建築が旧アムト薬局である。この建物は1330年の基礎壁の上に、1492年にハットシュタイン家の城吏の家として新築されたものである。1663年からこの建物には薬局が入居した。現在のグッテンベルガー・ホーフは、1336年にハッテンシュタイン家の本拠地として初めて記述されている。1526年に現在の形で建設された。1767年にこの建物はグッテンベルク家の所有となり、1820年に市民の所有となった。2007年10月現在、グッテンベルガー・ホーフは改修がなされている。

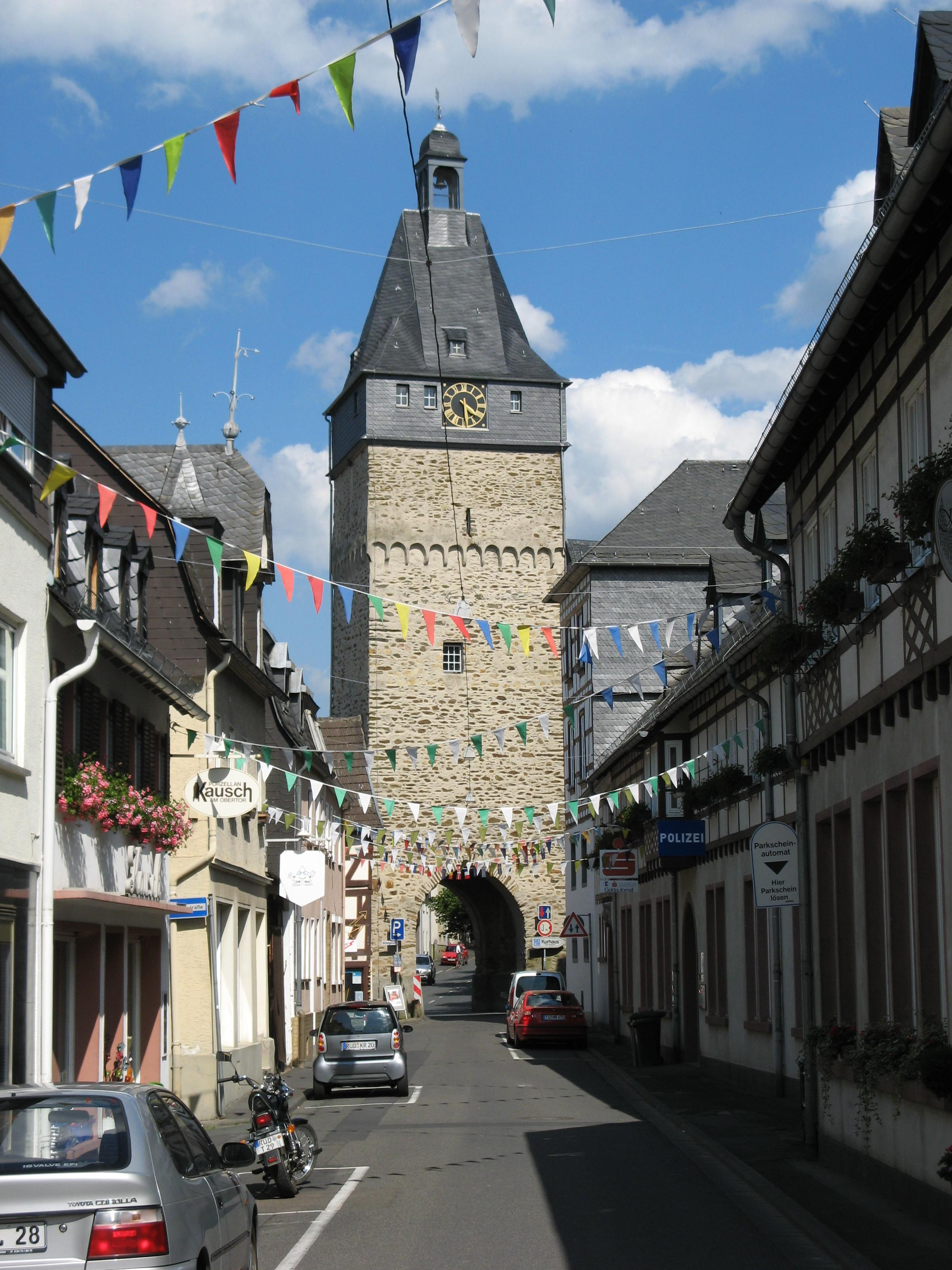
オーバートーアトゥルム

かつての都市防衛施設は、痕跡だけが遺されている。13本あった塔のうち、オーバートーアトゥルム（直訳: 上の楼門、高さ 32 m、1380年頃建造）とウンタートーアトゥルム（直訳: 下の楼門、1365年から1380年建造）の2本だけが現存している。
アムトホーフの隣にあるのが、やはりこの街の象徴的建造物で、町の紋章にも描かれたオーバートーアトゥルムである。これに隣接してホーエンフェルト礼拝堂がある。この礼拝堂には、メッテルニヒ・ウント・ホーエンフェルト家、シュッツ・ツー・ホルツハウゼン家、ベヒトルスハイム家、シュピース・フォン・ビュレスハイム家といったこの街にとって重要な家門の墓碑を初め何世紀もの調度・設備が数多く存在する。現在オーバートーアトゥルムとホーエンフェルト礼拝堂は市と塔の博物館として利用されている。
ウンタートーアトゥルムは地元では「バート・カムベルクの斜塔」と呼ばれている。それは高さ 21 m で 1.44 m 傾いていることによる。その基部にはかつて3つの門が並んでいた。古いボンネット型の屋根は、第二次世界大戦末期の1945年に破壊された。
十字架礼拝堂、聖ペーターおよびパウル教会、オーバートーアトゥルム、ウンタートーアトゥルム、市壁、アムトホーフとホーエンフェルト礼拝堂は、武力紛争の際の文化財の保護に関する条約（ハーグ条約）の保護下にある。

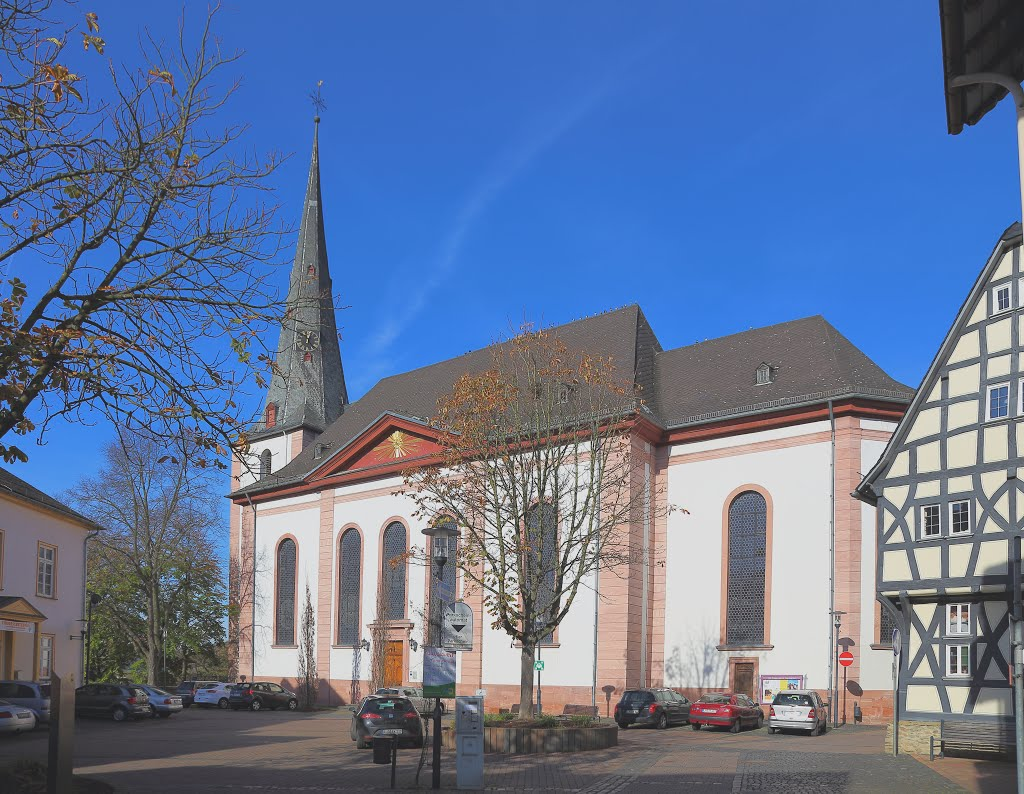
聖ペーターおよびパウル教会

#### カトリックの聖ペーターおよびパウル教会
カトリックの聖ペーターおよびパウル教会は旧市街北西部にある。1156年にカムベルクの聖ペーターとして初めて記録されている。現在の教会堂の最も古い部分は1580年に建設された。18世紀に長堂が崩壊したため、新しい教会堂を建設しなければならなかった。ディレンブルクの建築監督官ヨハン・フリードリヒ・シュケルが、ツォプフ様式（ロココの一種）で建設したもので、この地域では数少ないこの様式の作例となっている。トリーア選帝侯領の補佐司教ヨハネス・マリア・フォン・ヘルバインは、1781年7月15日にこの教会を使徒ペトロとパウロの栄誉に献堂した。

#### 福音主義マルティンス教会
福音主義マルティンス教会と牧師館は、1896年から97年にエルンスト牧師の下で建設された。建設費用に対する州の助成金を獲得するために市は、一方は州の建設担当部局、他方では教会機関と長く複雑な交渉をしなければならなかった。最終的に採用された設計は参事官で建築監督官のヘルマン・エッガート（当時は、ベルリンのプロイセン公共建設省で教会建築の評議員を務めていた）が行い、すでに福音主義の宗教建築で経験を積んでいたヘルボルンの建築家ルートヴィヒ・ホーフマンが、ヴィースバーデンの県政府の監督下で施工を担当した。落成に向けて皇妃アウグステ・ヴィクトリアは祭壇の聖書を寄贈した。

### クアパルク
バート・カムベルクのクアパルクは、18世紀にはすでにシュッツ・フォン・ホルツハウゼン家によって造成された。この公園はオーバートーアに面した旧市街の外れに位置している。水治療法の浴槽、老木の木立、噴水の他に、この公園にはミニゴルフ場や多くのテニスコートもある。2002年、クアパルク内に広さ約 800 m2 の観光ハーブ園が設けられた。

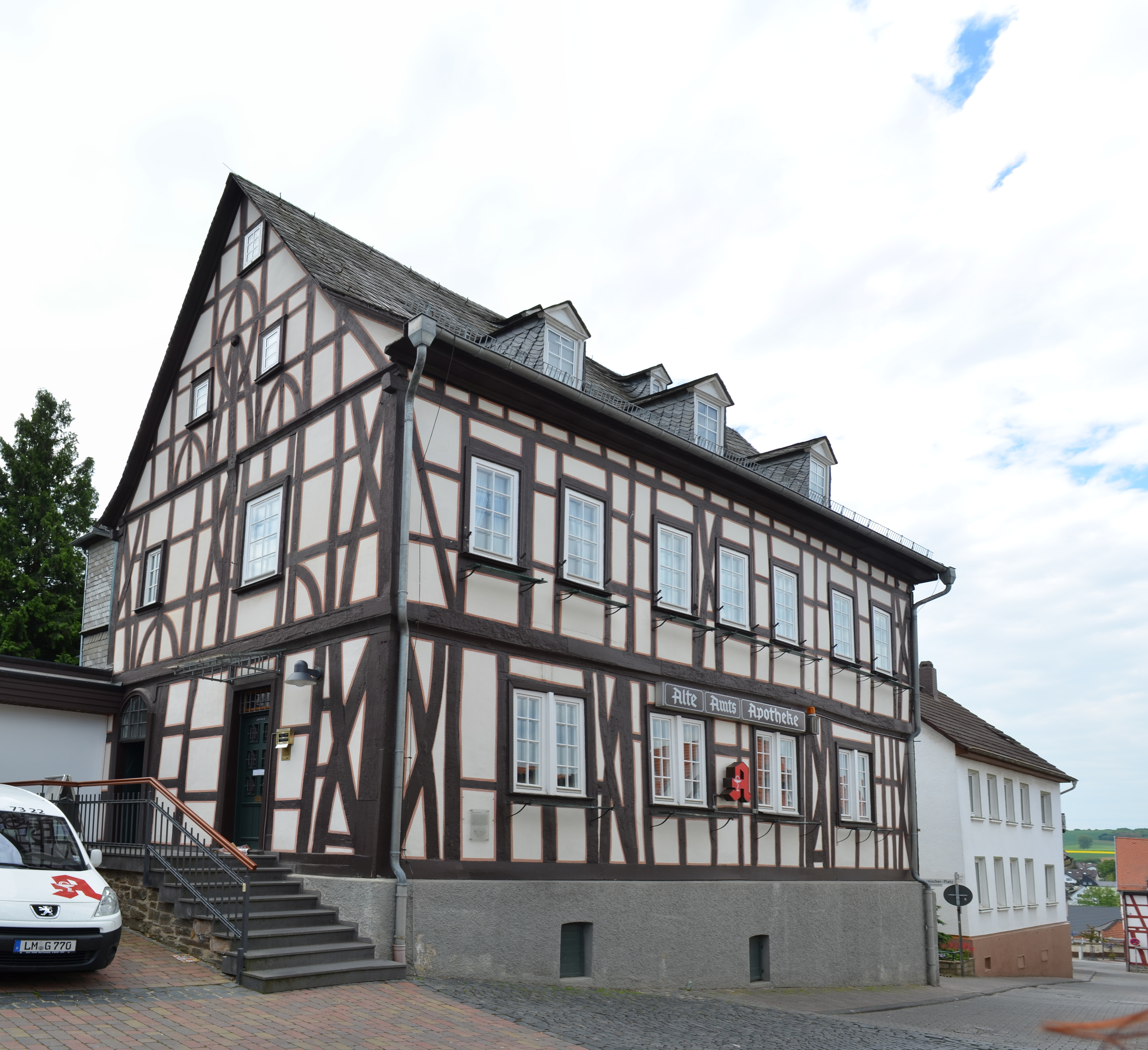
アムト薬局
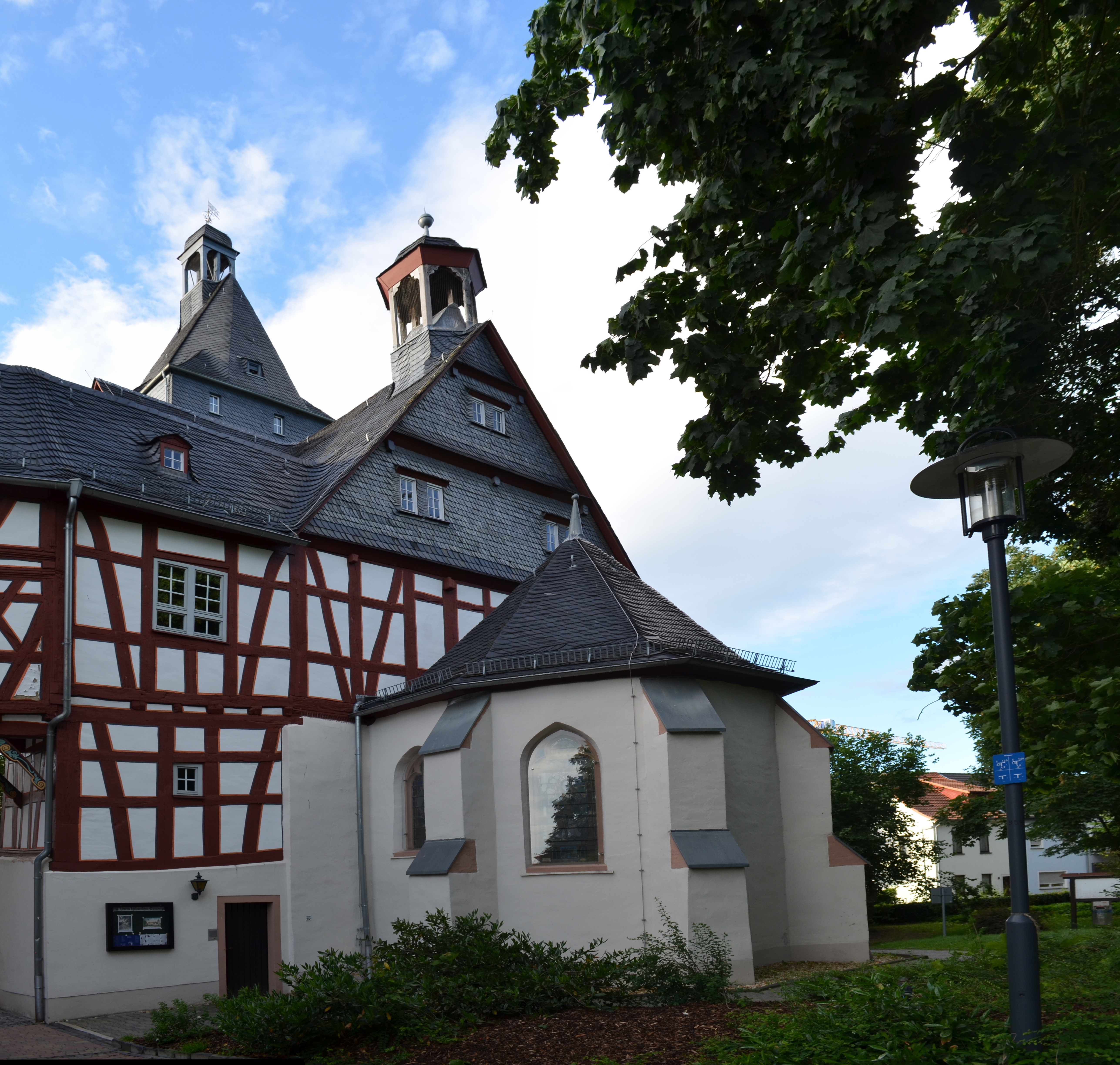
ホーエンフェルト礼拝堂
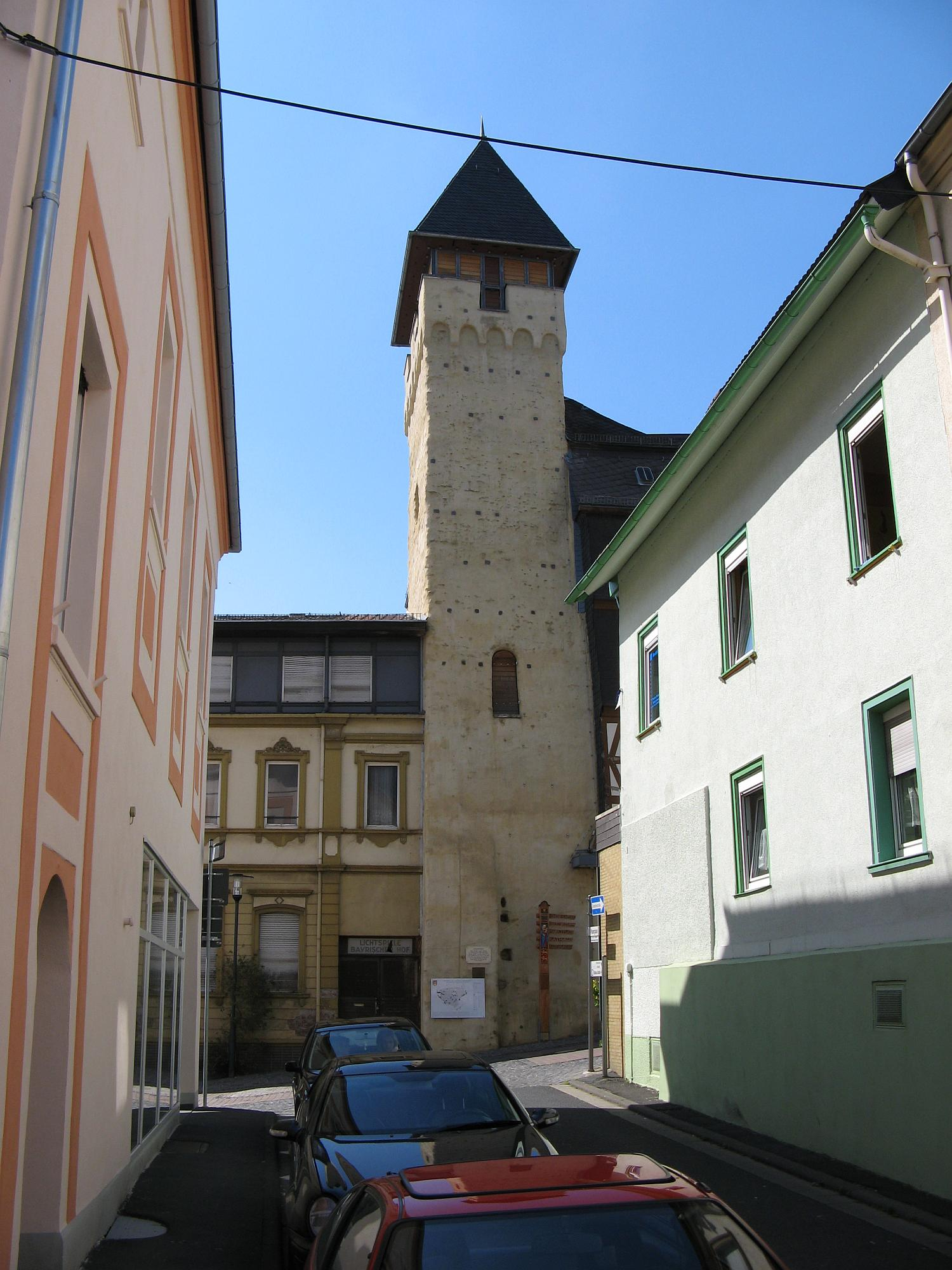
ウンタートーアトゥルム
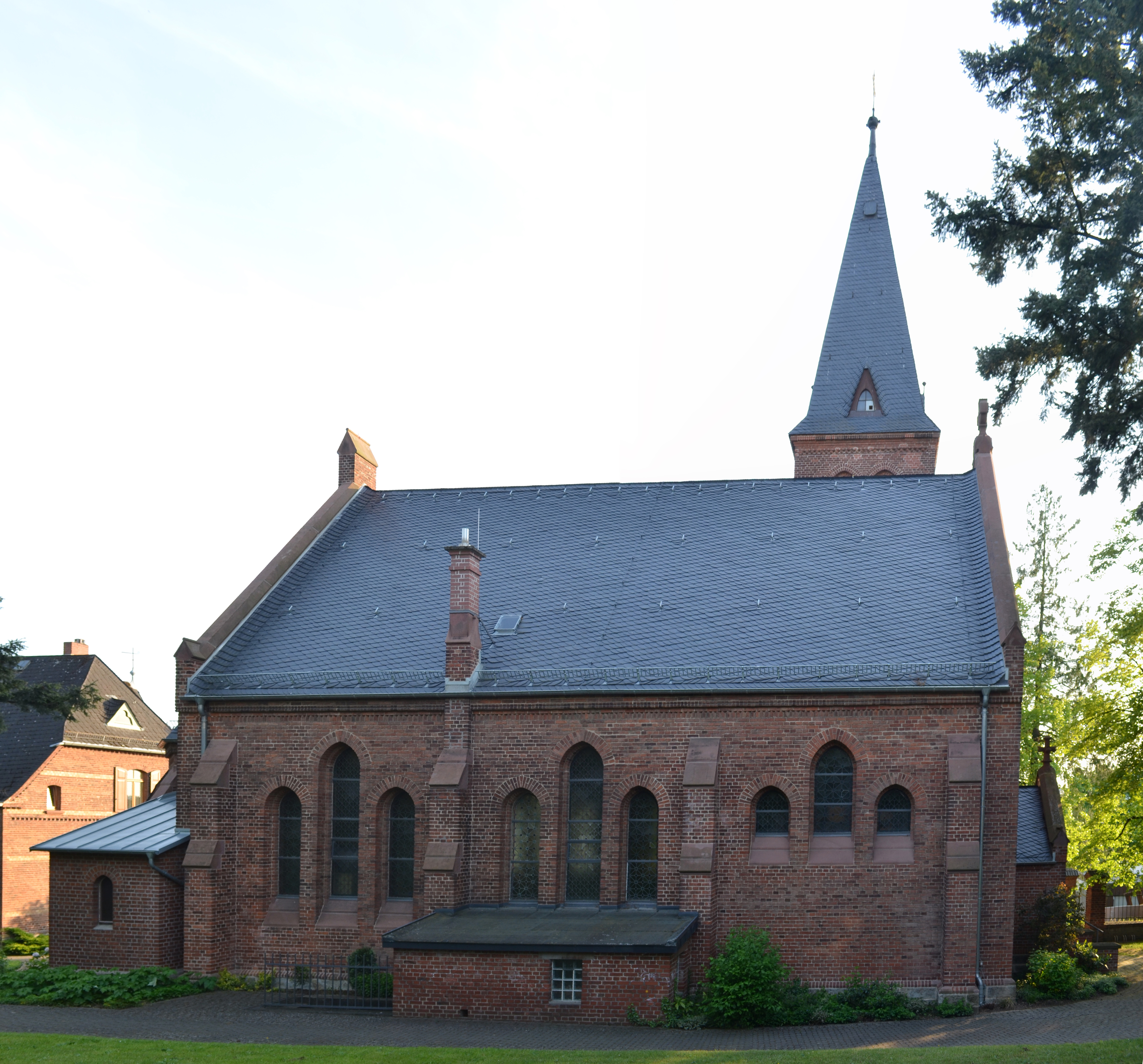
福音主義教区教会
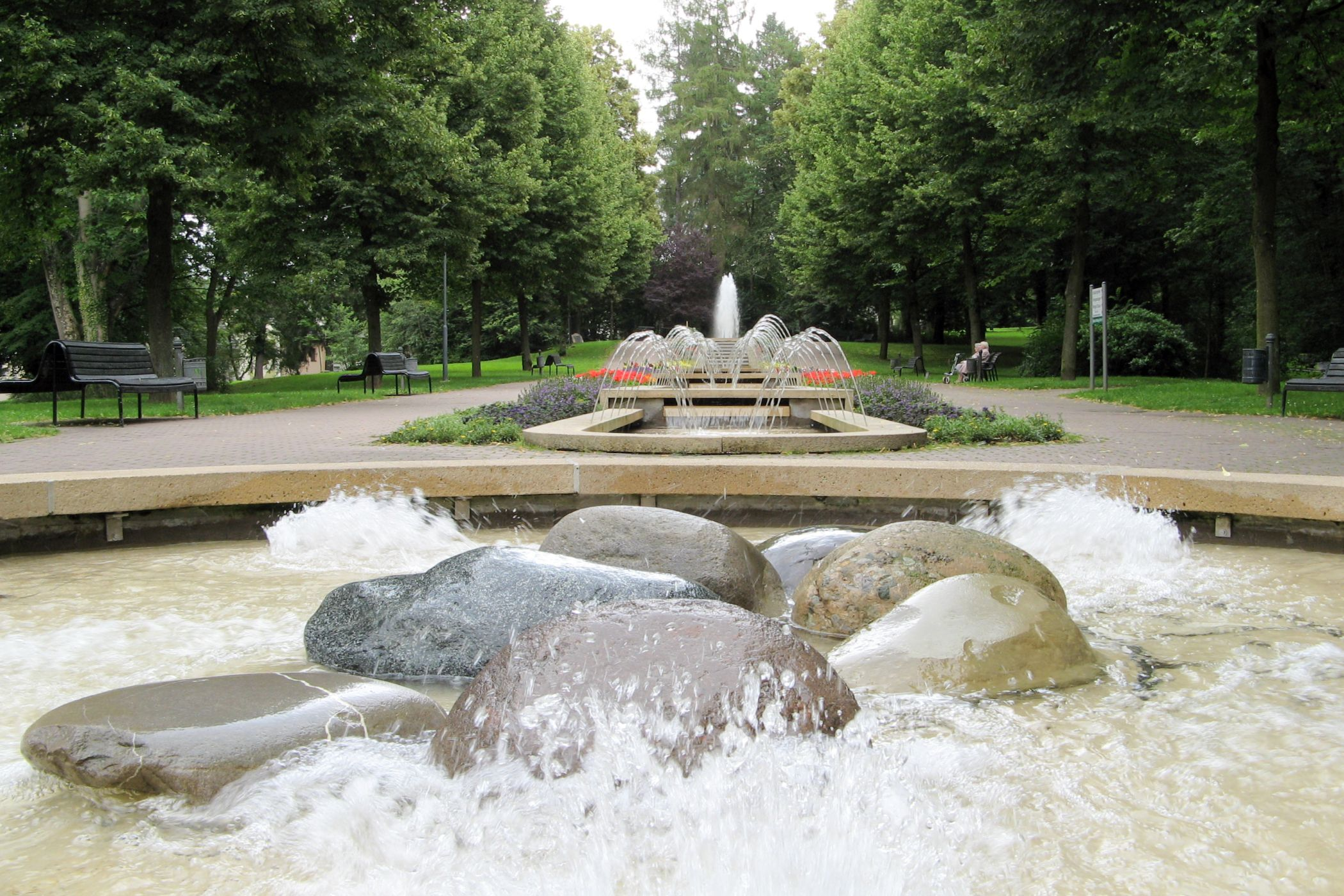
バート・カムベルクのクアパルク
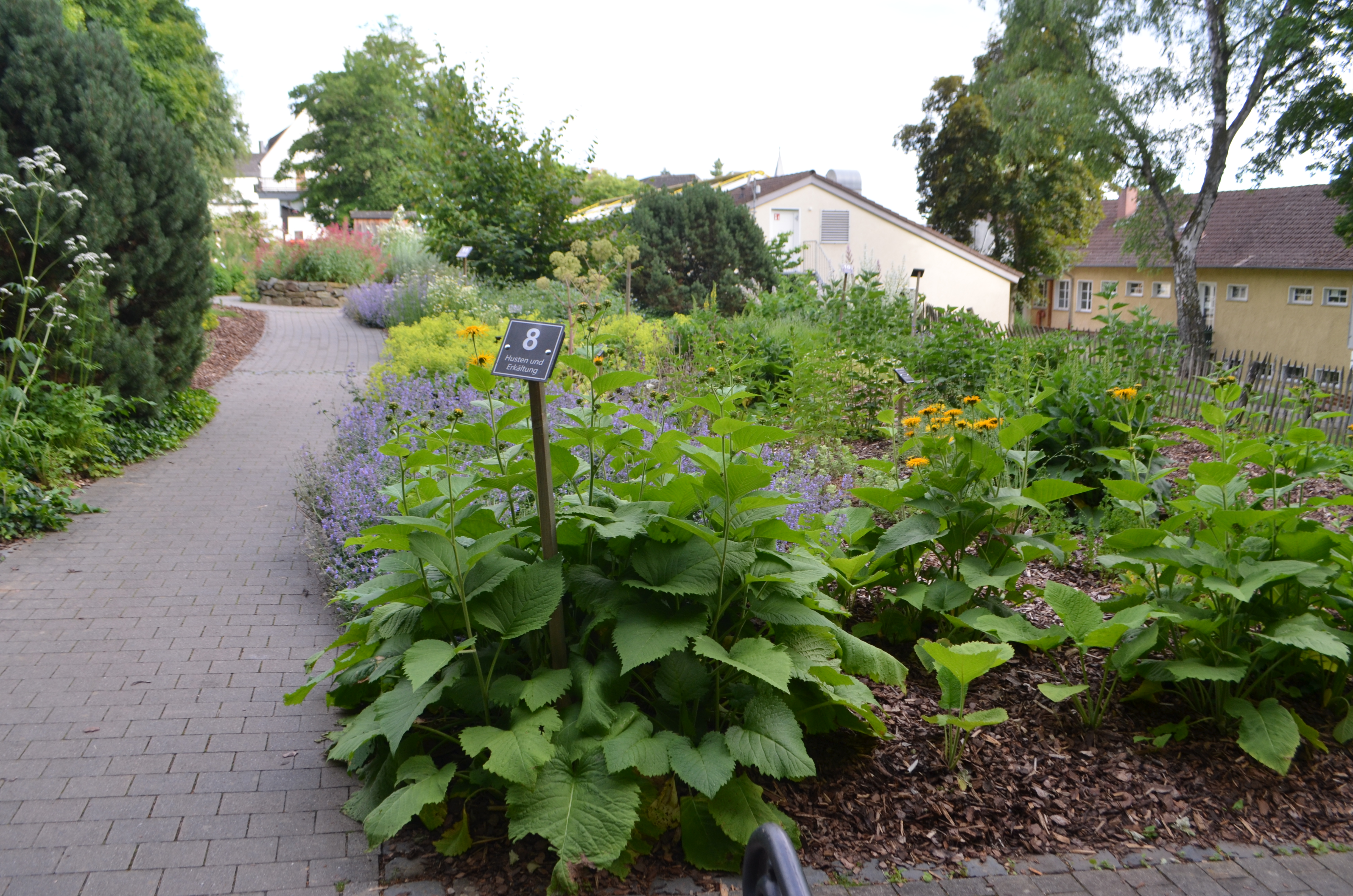
クアパルクのハーブ園

### 年中行事

#### 秋の市
バート・カムベルクでは、1781年から秋の市と同じ時期にカムベルクのケルプ（キルメス）が開催されている。本来の教会開基祭は6月29日（ペテロとパウロの日）に祝われるが、秋の市とケルプは10月の第2週末に開催される。2004年から再び伝統的な時期にプフォルテンヴィーゼン（旧運動場）で開催されている。カムベルクのケルプは、カムベルガー・ケルプ協会 e.V. と実際の Kerbejahrgang によって運営されている。

#### VW-ベテラン集会
フォルクスワーゲン・ファンの世界では世界的に知られたロッターマンの VW-ベテラン集会（VWのオールドタイマー集会）は、1979年から伝統的にバート・カムベルクで開催されている。4年ごとに極めて古く、極めて珍しい自動車が登場する。

### スポーツ
ヴュルゲス市区の RSV ヴュルゲスは成功したサッカークラブである。このクラブは長年サッカー＝ヘッセンリーガに参加し、DFBポカールに2度出場した。中核市区にはサッカーとハンドボールに特化した SV バート・カムベルク 1921 がある。市内には他にもスポーツクラブがある。

## 経済と社会資本
銀行、一般病院、薬局、基礎課程学校、市の行政機関、商店、基本インフラといった下級中心都市に典型的な施設がバート・カムベルクには存在しており、中級中心都市に典型的な上級学校やスイミングプールといった施設も存在する。この街は、中級中心都市の機能を一部備えた下級中心都市とされている。

### 企業
オーバーゼルタース市区には、飲料水メーカーの「オーバーゼルタース」がある。ここでは「オーバーゼルタース・オリジナル」「オーバーゼルタース・カタリーネン＝クヴェレ」「ナッサウアー・ラント」「バート・カムベルガー・タウヌスクヴェレ」といった様々な商標のミネラルウォーターが瓶詰めされている。この他に「オーバーゼルスター」および「マベラ」ブランドのレモネードとアプフェルショーレが生産されている。
この他にヨーロッパ全土で有名な「HACA ライテルン」（梯子メーカー）、「ヴェーバー・ビュルステンシステム」（ブラシメーカー）、「サービスウェア SE」がバート・カムベルクに本社を置いている。

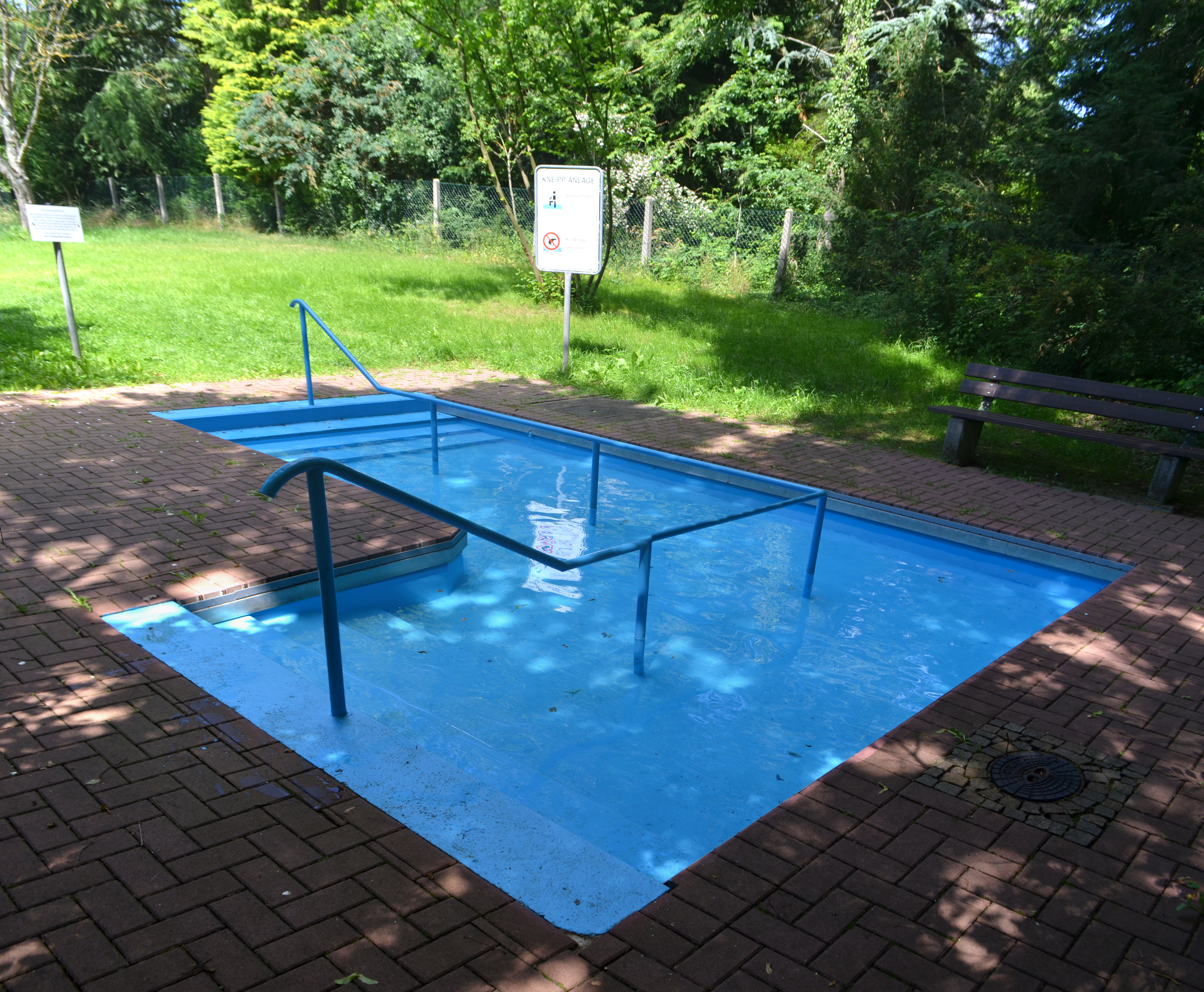
オーバートーア通りのクナイプ式水槽

### 保養業
保養業者としては、リハビリテーション病院としての「MEDIAN ホーエンフェルト＝クリーニケン」（精神身体医療および心理療法 253床、整形外科および骨学 120床）と神経学リハビリテーションクリーニク（150床）、多くのクアハイム、MEDIAN療養センター・アム・クアパルク（精神療法、ウェルネス、クナイプ療法の実践）、および多くの水治療施設がある。2005年バート・カムベルクには、療養客が延べ 176,663泊滞在した。ドイツ全体での平均滞在日数は 8.6日である。

### 交通
バート・カムベルクは、世界最古の交易路の1つを起源とするアウトバーン A3号線と、それと並行したルートをとる高速鉄道路線ケルン - ライン/マイン線沿いに位置している。中核市区と市区部からは、数多くの住民がライン＝マイン地域に通勤している。

#### ホーエ・シュトラーセ - アウトバーン
青銅器時代（中央ヨーロッパでは紀元前1750年頃に始まった）には既に、コンスタンティノープルからブリュッセルに至る街道「ホーエ・シュトラーセ」がエムス川とヴェルス川との分水域を通っていた。街道からこの集落まではリムブルガー・ヴェーク（1355年に Lympurger Weg として初めて記録されている）を利用した。この通りの名前はリムブルガー街道（リムブルガー・シュトラーセ）と混同しやすいため、1959年にタウヌス通り、1979年にラーン通りと改名された。18世紀になるとホーエ・シュトラーセは利用されなくなった。
1934年にカムベルク市はアウトバーン・フランクフルト - ケルン線建設のための協会に参加した。この帝国アウトバーン（現在のアウトバーン A3号線、欧州自動車道路 E35号線）は1937年から1939年に建設された。そのルートはゴルデナー・グルントではおおむね古いホーエ・シュトラーセと重なる。
バート・カムベルクは、同名のインターチェンジでアウトバーンに接続している。計画では当初、このインターチェンジはなかったのだが、ゴルデナー・グルントの町が交通と経済の発展に関与できるよう、インターチェンジが設けられた。1954年にこのアウトバーンのケルン方面行き沿いにバート・カムベルク東サービスエリアが、その翌年にはフランクフルト方面行き沿いにバート・カムベルク西サービスエリアが開業した。

#### ヴィア・プブリカ - 連邦道 8号線
12世紀には谷間に道路が徐々に建設した。特に商品輸送の増加がそれに貢献したが、ホーエ・シュトラーセの危険性増大もこれに寄与した。これにより、古いヴィア・プブリカ（ブリュッセル - プラハ）の一部であるエムスタール街道が形成された。
トリーア選帝侯は、1768年に幹線道路を舗装道路として整備する工事を始めた。リムブルクから、ヴュルゲスとヴァルスドルフの間の国境まで通じる道路が1780年に完成した。当時この町の西の市境であったウンタートーアトゥルム前を通っていた舗装道路の表面は、交通量が多かったために2、3年後には完全に破壊された。市民は1786年にエアバッハからオーバートーアトゥルムへ、そこから街を通ってウンタートーアトゥルム、さらにヴュルゲスまで通じる舗装道路を要望した。しかしこの要望は拒絶された。トリーア選帝侯の道路建設法に基づき、アムト・カムベルクの住民は春と秋に舗装道路の賦役を務めなければならなかった。橋の建設のための賃金と資材費は選帝侯の国庫から支出されたが、資材は市町村とアムトが用意しなければならなかった。1848年の革命後に初めて全ての賦役が廃止された。
20世紀初めにこの道路から広域交通路8号線 (FVS 8)、後の帝国道路8号線 (R 8)、現在の連邦道8号線 (B 8) へと拡充された。この道路は現在、エアバッハ、バート・カムベルク、ヴュルゲスを通り、オーバーゼルタースをかすめていた。前者3市町村では30年以上にわたってバイパス道路の建設が検討されており、2014年現在計画確認手続きの段階に達している。

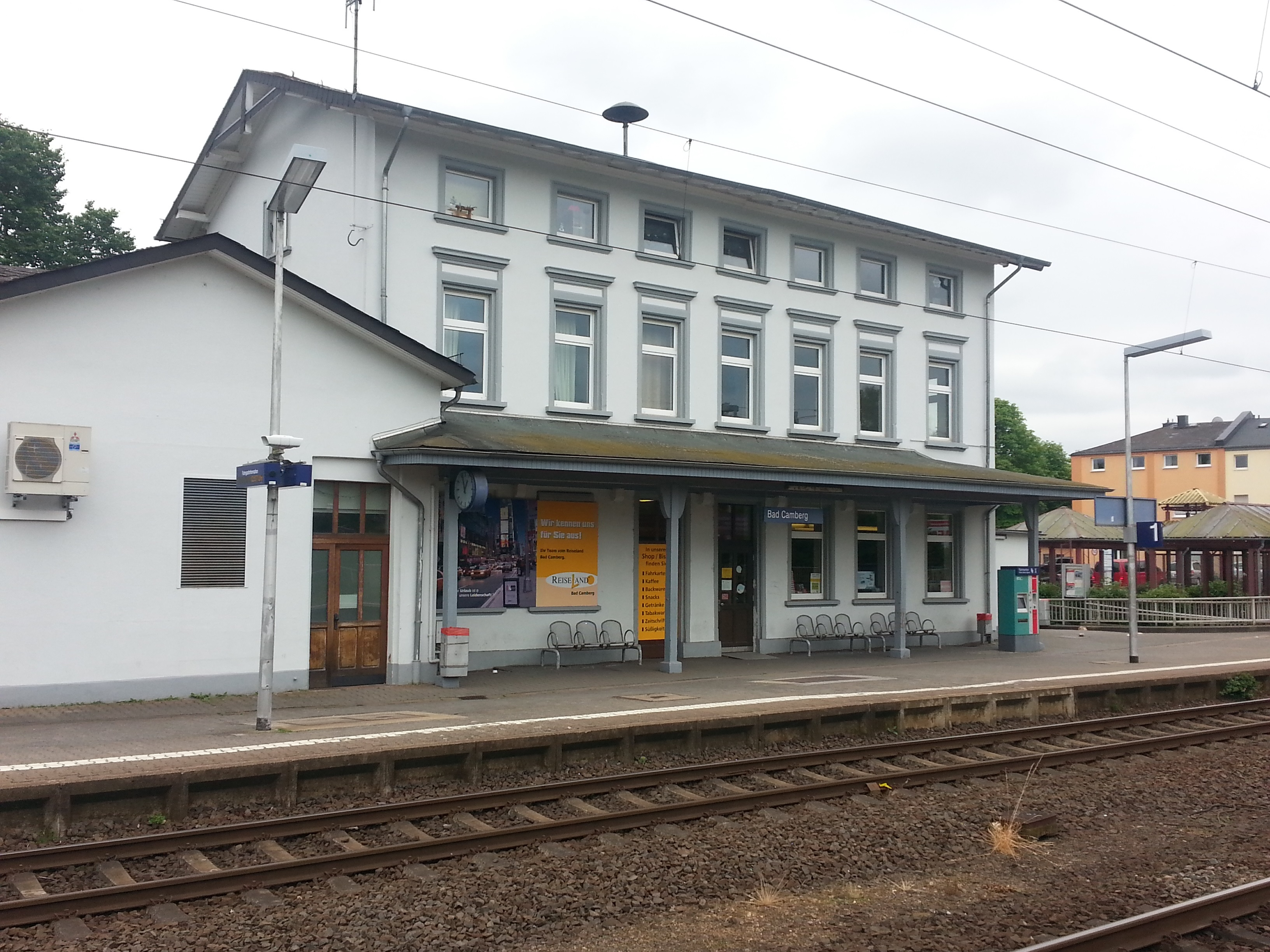
バート・カムベルク駅

#### バスと鉄道
バート・カムベルク駅はフランクフルトとリムブルク近郊エシュホーフェンとを結ぶマイン＝ラーン鉄道の里程 49.3 km（フランクフルト (マイン) 中央駅からの距離）にある。この路線は段階的に開通し、ニーダーゼルタース駅からカムベルクに到達したのは1876年であった。その後さらに延長が続けられ、現在は、リムブルク - バート・カムベルク - ニーデルンハウゼン - フランクフルトおよびヴィースバーデンの全区間が営業している。ライン＝マイン交通連盟の路線 RE 20 と RB 22 がフラクフルトへ、RB 21がニーデルンハウゼンで分岐してヴィースバーデンへ運行している。
2004年12月からバート・カムベルクでは市バスが LM-31 と LM-32 の2路線を運営している。両路線は駅から内市街を通り、エアバッハあるいはヴュルテスへ別々のルートを通って運行している。

### メディア
バート・カムベルクの主要な地域日刊紙は、1948年からリムブルク・アン・デア・ラーンで刊行されている「ナッサウイッシェ・ノイエ・プレッセ」である。これは「フランクフルター・ノイエ・プレッセ」の地方版にあたる。この他に「ロカールアンツァイガー」（水曜日と土曜日）、「カムベルガー・アンツァイガー」（木曜日）、「バート・カムベルガーレーベン」（金曜日）、「LZ アム・ゾンターク」（日曜日）が無償で全戸に配布される。前者3紙は主に市と近隣のニュースを掲載しているのに対して、タウヌスシュタインで刊行されている「LZ アム・ゾンターク」にとってはバート・カムベルクはその配布地域の周辺部に過ぎない。

### 教育
バート・カムベルクには、基礎課程学校が3校ある。エアバッハのレゲンスボーゲンシューレ、バート・カムベルクのアッツェルシューレ、ヴュルゲスのヴュルゲス基礎課程学校である。タウヌスシューレ・バート・カムベルクは、ギムナジウム上級学年、本課程学校、実科学校の教育課程を有する総合学校で、アビトゥーアを修得することができる。1810年にまで遡ることができるフライヘル＝フォン＝シュッツ＝シューレは、聾学校としてヘッセン州の7つの市と郡をカバーしている。リムブルク＝ヴァイルブルク郡立市民大学 e.V. はバート・カムベルクで分教室を運営している。

### 幼稚園
バート・カムベルクには、幼稚園が7園ある。市営の3園（バート・カムベルクに2園、ヴュルゲスに1園）の他に、中核市区、エアバッハ、オーバーゼルタース市区にカトリック教会が運営する幼稚園がある。さらに2007年から十字架礼拝堂の近くに森のようちえんが設立された。

### 消防団
- バート・カムベルク消防団、1898年設立
- ドームバッハ消防団、1975年設立
- エアバッハ消防団、1934年設立
- オーバーゼルタース消防団、1934年設立
- シュヴィッカースハウゼン消防団、1957年設立
- ヴュルゲス消防団、1905年設立

### ドイツ赤十字、バート・カムベルク支部
ドイツ赤十字社バート・カムベルク支部は2度設立された。1932年から1945年と、1958年から現在である。地域支部のメンバーはバート・カムベルクの人々のために献身している。地元支部は社会分野、医療サービス、人道支援、災害予防に努めている。

## 人物

### 出身者
- エルンスト・リーバー（ドイツ語版、英語版）（1838年 - 1902年）中央党の政治家。
- ハインリヒ・ヘルト（1868年 - 1938年）政治家。バイエルン州首相。

## 関連図書
- Randolf Fügen (2003). Highlights in Mittelhessen. Die 100 Attraktionen der Region. Gudensberg-Gleichen: Wartberg-Verlag. p. 8. ISBN 978-3-8313-1044-9
- Magistrat der Stadt Camberg, ed (1981). Camberg. 700 Jahre Stadtrechte. Beiträge zur Heimatkunde. Bad Camberg: Camberger Verlag Lange. ISBN 978-3-87460-045-3
- Erich Müller, Egon Wagenknecht, ed. (1993), “Oberselters und seine Geschichte”, Bad Camberger Archivschriften (Bad Camberg: Stadtarchiv Bad Camberg) (6)
- Michael Wettengel (1987). Das demokratische Vereinswesen auf dem Lande im Herzogtum Nassau. Nassauische Annalen. 98. Wiesbaden. pp. 205–227
- “SPK digital での "Bad Camberg" 検索結果リスト”. 2020年11月29日閲覧。
- “Archivportal-D での "Bad Cmberg" 検索結果リスト”. 2020年11月29日閲覧。
- “Hessische Bibliographie での "Bad Camberg" 検索結果リスト”. 2020年11月29日閲覧。

### 訳注
1. ↑  キルメス (ドイツ語: Kirmes) は教会開基祭を起源とする民俗祭である。